# La Liga Argentina (básquet) 2018-19
La temporada 2018-19 de La Liga Argentina, segunda categoría del básquet argentino, fue la segunda edición bajo esta nueva denominación. Comenzó el 17 de octubre de 2018. La disputaron 28 equipos. El partido inaugural se jugó el 17 de octubre entre Independiente BBC e Hindú de Resistencia en el estadio de Independiente, y además fue transmitido por DeporTV. En esta temporada no hubo descensos, aunque hubiera perdido la categoría aquel equipo que incumpliera un acuerdo de mejoras en infraestructura.
El campeón de la temporada fue Platense, que venció en el quinto y último partido de la final a San Isidro de San Francisco y logró el ascenso a la Liga Nacional por primera vez en su historia. El jugador calamar Pablo Bruna fue elegido el mejor jugador de la final.

## Modo de disputa
Las zonas se dieron a conocer oficialmente el 4 de septiembre de 2018.
| Conferencia norte          | Conferencia norte      | Conferencia sur     | Conferencia sur           |
| División norte             | División centro norte  | División centro sur | División sur              |
| -------------------------- | ---------------------- | ------------------- | ------------------------- |
| Central Argentino Olímpico | Ameghino (Villa María) | Ciclista Juninense  | Atenas (CdP)              |
| Hindú (R)                  | Barrio Parque          | Estudiantes (O)     | Centro Español (Plottier) |
| Independiente BBC          | Deportivo Norte (A)    | Gimnasia (LP)       | Del Progreso              |
| Oberá TC                   | Echagüe                | La Unión (C)        | Deportivo Viedma          |
| Salta Basket               | San Isidro (SF)        | Parque Sur          | Petrolero Argentino (PH)  |
| Villa San Martín (R)       | Sportivo América (R)   | Platense            | Rivadavia (Mendoza)       |
|                            | Lactear Tiro Federal   | Racing (Chivilcoy)  |                           |
|                            | Unión (SF)             | Tomás de Rocamora   |                           |

En octubre se dio a conocer la manera en la que se jugaría el torneo. Como característica destacable es que esta edición no hay descenso y además se entrega una plaza a la Liga Sudamericana de Clubes.
Modo de disputa
Fase regional
Los 28 equipos se dividen en dos regiones llamadas conferencias y en cuatro subregiones llamadas divisiones según su ubicación geográfica. Hay dos divisiones con 8 equipos y dos divisiones con 6 equipos. En las dos divisiones con 8 equipos, estos se enfrentan todos contra todos dos veces, una como local y otra como visitante. En las otras dos divisiones los equipos se enfrentan más veces para así tener la misma cantidad de partidos que los equipos en las divisiones más populosas.
Torneo Súper 4
Los 4 mejores equipos de cada división disputan el Torneo Súper 4, un torneo en medio de la temporada que define con el campeón y ascendido el acceso a la Liga Sudamericana.
Fase de conferencia
Los 28 equipos se reordenan según su conferencia y se enfrentan todos contra todos arrastrando la mitad de los puntos obtenidos en la fase regional. Al cabo de esta fase se definen los cruces de play-offs para el ascenso y el descenso. Los 12 mejores equipos de cada conferencia acceden a play-offs por el ascenso, los 4 mejores disputan cuartos de final de conferencia mientras que los 8 restantes disputan la reclasificación. Los equipos ubicados 13.º y 14.º de cada conferencia dejan de participar, manteniendo la categoría.
Tercera fase; play-offs de descenso
En esta edición no hay una definición deportiva por el descenso. Pierde la categoría aquella institución que «incumpla el "Acuerdo de mejoras de infraestructura en los estadios y elementos del campo de juego", aprobado por la Asamblea General Ordinaria.»
Tercera fase; play-offs de campeonato
Todas las series son al mejor de cinco encuentros. Aquel equipo con mejor ubicación en su conferencia hará más veces de local que el contrincante. El formato a emplearse es de 2-2-1, los dos primeros encuentros y el último en el estadio del mejor ubicado. Los 4 mejores equipos de las dos conferencias acceden a cuartos de final de conferencia de manera automática. Los 8 restantes (del 5.º al 12.º) disputan la reclasificación al mejor de cinco (5) partidos. Tras la primera ronda de play-offs, los equipos se emparejan según su posición en la conferencia y disputan los cuartos de final al mejor de cinco (5) partidos. Con el mismo formato se continúa en play-offs hasta llegar a tener un campeón de conferencia, y entre ellos se define el campeón del torneo y el equipo que logra el ascenso. Tiene ventaja de localía el equipo mejor ubicado, y en caso de que ambos equipos tengan la misma posición, la localía se define en función de los partidos ganados en la segunda fase, y sino, incluyendo la primera fase.
Superfinal de La Liga Argentina
La disputan el campeón del torneo y el campeón del Torneo Súper 4. El ganador accede a la Liga Sudamericana. En caso de que el ganador del Súper 4 y de La Liga Argentina sea el mismo equipo, la superfinal no se disputa.

## Equipos participantes

### Ascensos y descensos
Equipos entrantes
| Pos. | Ascendidos del Torneo Federal |
| ---- | ----------------------------- |
| 1.º  | Racing (Chivilcoy)            |
| 2.º  | Central Argentino Olímpico    |

| Pos. | Descendidos de la LNB |
| ---- | --------------------- |
| 20.º | Salta Basket          |

Equipos salientes
| Pos. | Ascendidos a la LNB |
| ---- | ------------------- |
| 1.º  | Libertad            |

### Cambios de plazas
| Obtiene plaza     |
| ----------------- |
| Club Del Progreso |
| Sportivo América  |

| Deja la plaza              |
| -------------------------- |
| Temperley                  |
| Asociación Mitre (Tucumán) |
| Talleres de Tafí Viejo     |
| Villa Mitre (BA)           |

### Equipos
| Club                        | Procedencia                              | Estadio                                            | Capacidad |
| Ameghino                    | Villa María, Córdoba                     | La Leonera                                         | 500       |
| Atenas                      | Carmen de Patagones, Buenos Aires        | Carmelo Trípodi Calá                               | 2000      |
| Barrio Parque               | Córdoba, Córdoba                         | Teatro del Parque                                  | 1000      |
| Central Argentino Olímpico  | Ceres, Santa Fe                          | Estadio Raúl Braica                                |           |
| Centro Español              | Plottier, Neuquén                        | El Templo                                          | 600       |
| Ciclista Juninense          | Junín, Buenos Aires                      | Estadio Raúl "Chuni" Merlo                         | 3100      |
| Del Progreso                | General Roca, Río Negro                  | El Gigante                                         | 2500      |
| Deportivo Norte             | Armstrong, Santa Fe                      | Jorge Ferrero                                      | 1000      |
| Deportivo Viedma            | Viedma, Río Negro                        | Polideportivo Ángel Cayetano Arias                 | 2500      |
| Echagüe                     | Paraná, Entre Ríos                       | Estadio Luis Butta                                 | 2306      |
| Estudiantes                 | Olavarría, Buenos Aires                  | Parque Carlos Guerrero                             | 7100      |
| Gimnasia y Esgrima La Plata | La Plata, Buenos Aires                   | Polideportivo Víctor Nethol                        | 3000      |
| Hindú                       | Resistencia, Chaco                       | Ricardo Moro                                       | 3100      |
| Independiente BBC           | Santiago del Estero, Santiago del Estero | Estadio Israel Parnás, «El Gigante de calle Salta» |           |
| La Unión                    | Colón, Entre Ríos                        | Estadio Carlos Delasoie                            | 1000      |
| Lactear Tiro Federal        | Morteros, Córdoba                        | Estadio Vide Tealdi                                | 1300      |
| Oberá TC                    | Oberá, Misiones                          | Estadio Oberá Tenis Club                           | 2000      |
| Parque Sur                  | Concepción del Uruguay, Entre Ríos       | Estadio Parque Sur                                 | 1500      |
| Petrolero Argentino         | Plaza Huincul, Neuquén                   | Gimnasio Municipal Enrique Mosconi                 | 1000      |
| Platense                    | Florida, Buenos Aires                    | Microestadio Ciudad de Vicente López               | 2100      |
| Racing                      | Chivilcoy, Buenos Aires                  | Estadio Norte                                      | 1500      |
| Rivadavia                   | Rivadavia, Mendoza                       | Leopoldo Juan Brozovix                             | 900       |
| Salta Basket                | Salta, Salta                             | Estadio Delmi                                      | 10 000    |
| Sportivo América            | Rosario, Santa Fe                        | Estadio Amílcar Tamburri                           | 2500      |
| San Isidro                  | San Francisco, Córdoba                   | Estadio Severo Robledo                             | 800       |
| Tomás de Rocamora           | Concepción del Uruguay, Entre Ríos       | Estadio Julio César Paccagnella                    | 1000      |
| Unión                       | Santa Fe, Santa Fe                       | Estadio Ángel P. Malvicino                         | 4500      |
| Villa San Martín            | Resistencia, Chaco                       | Villa San Martín                                   | 1000      |

1. ↑  El estadio Gimnasio Municipal General Enrique Mosconi, donde Petrolero Argentino de Plaza Huincul ejerce la localía, está ubicado en Cutral Có.
2. ↑  Racing de Chivilcoy usa el "Estadio Oscar y Alfredo Barca", del Club Deportivo Colón de Chivilcoy pues su estadio no se encuentra habilitado por la organización del torneo. El club pretende adecuarlo para ser usado más adelante.[7]

## Primera fase

### División Norte
| Equipo | Equipo                         | PJ | PG | PP | Pts |
| ------ | ------------------------------ | -- | -- | -- | --- |
| 1.°    | Salta Basket                   | 14 | 9  | 5  | 23  |
| 2.°    | Hindú (Resistencia)            | 14 | 8  | 6  | 22  |
| 3.°    | Central Argentino Olímpico     | 14 | 7  | 7  | 21  |
| 4.°    | Villa San Martín (Resistencia) | 14 | 7  | 7  | 21  |
| 5.°    | Independiente BBC              | 14 | 6  | 8  | 20  |
| 6.°    | Oberá TC                       | 14 | 5  | 9  | 19  |

|  | Disputa el Súper 4. |

| Independiente BBC          | 57 - 66 | Hindú (R)                  | Israel Parnás    | 17 de octubre | 21:00 |
| Oberá TC                   | 78 - 72 | Villa San Martín (R)       | Oberá Tenis Club | 18 de octubre | 21:30 |
| Oberá Tenis Club           | 71 - 75 | Villa San Martín (R)       | Oberá TC         | 19 de octubre | 21:30 |
| Salta Basket               | 90 - 97 | Hindú (R)                  | Delmi            | 19 de octubre | 22:00 |
| Independiente BBC          | 88 - 83 | Central Argentino Olímpico | Israel Parnás    | 20 de octubre | 21:00 |
| Salta Basket               | 83 - 96 | Central Argentino Olímpico | Delmi            | 21 de octubre | 22:00 |
| Central Argentino Olímpico | 86 - 81 | Oberá TC                   | Raúl Braica      | 25 de octubre | 21:30 |
| Villa San Martín (R)       | 74 - 83 | Hindú (R)                  | Villa San Martín | 26 de octubre | 21:30 |
| Independiente BBC          | 79 - 77 | Oberá TC                   | Israel Parnás    | 27 de octubre | 21:00 |

| Salta Basket               | 87 - 73  | Oberá TC          | Delmi            | 29 de octubre  | 22:00 |
| Hindú (R)                  | 82 - 54  | Independiente BBC | Ricardo Moro     | 30 de octubre  | 22:00 |
| Villa San Martín (R)       | 102 - 77 | Independiente BBC | Villa San Martín | 1 de noviembre | 21:30 |
| Central Argentino Olímpico | 73 - 67  | Hindú (R)         | Raúl Braica      | 2 de noviembre | 21:30 |
| Oberá TC                   | 70 - 81  | Independiente BBC | Oberá Tenis Club | 3 de noviembre | 21:00 |
| Villa San Martín (R)       | 85 - 86  | Salta Basket      | Villa San Martín | 4 de noviembre | 20:30 |

| Hindú (R)         | 79 - 90  | Salta Basket               | Ricardo Moro  | 6 de noviembre  | 22:00 |
| Independiente BBC | 70 - 66  | Central Argentino Olímpico | Israel Parnás | 9 de noviembre  | 22:00 |
| Hindú (R)         | 70 - 75  | Villa San Martín (R)       | Ricardo Moro  | 9 de noviembre  | 22:00 |
| Salta Basket      | 104 - 75 | Central Argentino Olímpico | Delmi         | 10 de noviembre | 22:00 |

| Villa San Martín (R)       | 83 - 84 | Oberá TC     | Villa San Martín | 12 de noviembre | 21:30 |
| Hindú (R)                  | 83 - 68 | Oberá TC     | Ricardo Moro     | 14 de noviembre | 22:00 |
| Independiente BBC          | 76 - 83 | Salta Basket | Israel Parnás    | 15 de noviembre | 22:00 |
| Central Argentino Olímpico | 88 - 71 | Salta Basket | Raúl Braica      | 17 de noviembre | 21:00 |
| Villa San Martín (R)       | 71 - 62 | Hindú (R)    | Villa San Martín | 18 de noviembre | 20:30 |

| Oberá TC             | 94 - 81 | Central Argentino Olímpico | Oberá Tenis Club | 22 de noviembre  | 21:30 |
| Salta Basket         | 88 - 71 | Independiente BBC          | Delmi            | 22 de noviembre  | 22:00 |
| Salta Basket         | 77 - 87 | Independiente BBC          | Delmi            | 23 de septiembre | 22:00 |
| Villa San Martín (R) | 95 - 92 | Central Argentino Olímpico | Villa San Martín | 24 de noviembre  | 20:30 |
| Hindú (R)            | 90 - 70 | Central Argentino Olímpico | Ricardo Moro     | 25 de noviembre  | 21:00 |

| Hindú (R)                  | 70 - 65 | Villa San Martín (R) | Ricardo Moro     | 27 de noviembre | 21:00 |
| Oberá TC                   | 81 - 92 | Salta Basket         | Oberá Tenis Club | 29 de noviembre | 21:30 |
| Independiente BBC          | 67 - 82 | Villa San Martín (R) | Israel Parnas    | 30 de noviembre | 22:00 |
| Central Argentino Olímpico | 85 - 66 | Villa San Martín (R) | Raúl Braica      | 2 de diciembre  | 21:00 |

| Central Argentino Olímpico | 87 - 91 | Salta Basket         | Raúl Braica      | 5 de diciembre  | 21:30 |
| Hindú (R)                  | 72 - 61 | Oberá TC             | Ricardo Moro     | 5 de diciembre  | 22:00 |
| Villa San Martín (R)       | 78 - 74 | Oberá TC             | Villa San Martín | 7 de diciembre  | 21:30 |
| Independiente BBC          | 60 - 58 | Salta Basket         | Israel Parnas    | 7 de diciembre  | 22:00 |
| Central Argentino Olímpico | 91 - 68 | Independiente BBC    | Raúl Braica      | 11 de diciembre | 21:30 |
| Oberá TC                   | 73 - 60 | Hindú (R)            | Oberá Tenis Club | 11 de diciembre | 21:30 |
| Central Argentino Olímpico | 88 - 68 | Independiente BBC    | Raúl Braica      | 12 de diciembre | 21:30 |
| Oberá TC                   | 83 - 74 | Hindú (R)            | Oberá Tenis Club | 12 de diciembre | 21:30 |
| Salta Basket               | 90 - 81 | Villa San Martín (R) | Delmi            | 12 de diciembre | 22:00 |

### División Centro Norte
| Equipo | Equipo                        | PJ | PG | PP | Pts |
| ------ | ----------------------------- | -- | -- | -- | --- |
| 1.°    | Barrio Parque1                | 14 | 11 | 3  | 25  |
| 2.°    | San Isidro (San Francisco)1   | 14 | 11 | 3  | 25  |
| 3.°    | Unión (Santa Fe)              | 14 | 9  | 5  | 23  |
| 4.°    | Deportivo Norte (Armstrong)   | 14 | 7  | 7  | 21  |
| 5.°    | Ameghino (Villa María)        | 14 | 7  | 7  | 21  |
| 6.°    | Echagüe                       | 14 | 4  | 10 | 18  |
| 7.°    | Lactear Tiro Federal Morteros | 14 | 4  | 10 | 18  |
| 8.°    | Sportivo América (Rosario)    | 14 | 3  | 11 | 17  |

|  | Disputa el Súper 4. |

1: El desempate entre Barrio Parque y San Isidro se definió por los partidos entre ellos. Barrio Parque ganó 82 a 73 como local, mientras que San Isidro hizo lo mismo ganando 95 a 89. Sumando ambos encuentros, Barrio Parque ganó la serie 171-168.
| San Isidro (SF)      | 82 - 65  | Unión (SF)           | Severo Robledo    | 18 de octubre | 21:30 |
| Sportivo América (R) | 90 - 73  | Lactear Tiro Federal | Amílcar Tamburri  | 20 de octubre | 20:00 |
| Barrio Parque        | 82 - 73  | San Isidro (SF)      | Teatro del Parque | 22 de octubre | 21:00 |
| Deportivo Norte (A)  | 74 - 67  | Ameghino (VM)        | Jorge Ferrero     | 22 de octubre | 21:30 |
| Unión (SF)           | 102 - 78 | Echagüe              | Ángel Malvicino   | 23 de octubre | 21:30 |
| Deportivo Norte (A)  | 103 - 86 | Ameghino (VM)        | Jorge Ferrero     | 24 de octubre | 21:30 |
| Sportivo América (R) | 79 - 88  | Ameghino (VM)        | Amílcar Tamburri  | 25 de octubre | 21:00 |
| Sportivo América (R) | 71 - 62  | Echagüe              | Amílcar Tamburri  | 27 de octubre | 20:00 |
| San Isidro (SF)      | 94 - 79  | Deportivo Norte (A)  | Severo Robledo    | 28 de octubre | 21:00 |

| Echagüe              | 75 - 94 | Barrio Parque        | Luis Butta      | 30 de octubre  | 21:00 |
| Lactear Tiro Federal | 84 - 79 | Deportivo Norte (A)  | Vide Tealdi     | 30 de octubre  | 21:30 |
| Unión (SF)           | 84 - 91 | Barrio Parque        | Ángel Malvicino | 31 de octubre  | 21:30 |
| Echagüe              | 80 - 90 | San Isidro (SF)      | Luis Butta      | 1 de noviembre | 21:00 |
| Ameghino (VM)        | 78 - 79 | Lactear Tiro Federal | La Leonera      | 2 de noviembre | 21:30 |
| Deportivo Norte (A)  | 93 - 83 | Sportivo América (R) | Jorge Ferrero   | 2 de noviembre | 21:30 |
| Ameghino (VM)        | 71 - 77 | San Isidro (SF)      | La Leonera      | 4 de noviembre | 20:00 |

| Lactear Tiro Federal | 77 - 56 | Unión (SF)           | Vide Tealdi       | 5 de noviembre  | 21:30 |
| Echagüe              | 96 - 91 | Deportivo Norte (A)  | Luis Butta        | 6 de noviembre  | 21:00 |
| San Isidro (SF)      | 83 - 71 | Ameghino (VM)        | Severo Robledo    | 7 de noviembre  | 21:30 |
| Lactear Tiro Federal | 83 - 87 | Ameghino (VM)        | Vide Tealdi       | 8 de noviembre  | 21:30 |
| Unión (SF)           | 91 - 84 | Deportivo Norte (A)  | Ángel Malvicino   | 8 de noviembre  | 21:30 |
| Barrio Parque        | 94 - 64 | Sportivo América (R) | Teatro del Parque | 9 de noviembre  | 21:30 |
| San Isidro (SF)      | 85 - 76 | Echagüe              | Severo Robledo    | 9 de noviembre  | 21:30 |
| Ameghino (VM)        | 99 - 98 | Sportivo América (R) | La Leonera        | 11 de noviembre | 20:00 |

| Barrio Parque        | 66 - 64  | Lactear Tiro Federal | Teatro del Parque | 12 de noviembre | 21:00 |
| Deportivo Norte (A)  | 90 - 72  | Echagüe              | Jorge Ferrero     | 13 de noviembre | 21:30 |
| Sportivo América (R) | 76 - 85  | Unión (SF)           | Amílcar Tamburri  | 15 de noviembre | 21:00 |
| San Isidro (SF)      | 95 - 89  | Barrio Parque        | Severo Robledo    | 15 de noviembre | 21:30 |
| Ameghino (VM)        | 102 - 90 | Deportivo Norte (A)  | La Leonera        | 16 de noviembre | 21:30 |
| Barrio Parque        | 96 - 87  | Deportivo Norte (A)  | Teatro del Parque | 18 de noviembre | 21:00 |

| Echagüe              | 84 - 81 | Sportivo América (R) | Luis Butta       | 19 de noviembre | 21:00 |
| Lactear Tiro Federal | 66 - 62 | San Isidro (SF)      | Vide Tealdi      | 20 de noviembre | 21:30 |
| Unión (SF)           | 87 - 61 | Sportivo América (R) | Ángel Malvicino  | 21 de noviembre | 21:30 |
| Deportivo Norte (A)  | 83 - 71 | Barrio Parque        | Jorge Ferrero    | 23 de noviembre | 21:30 |
| Echagüe              | 74 - 81 | Ameghino (VM)        | Luis Butta       | 23 de noviembre | 21:30 |
| Sportivo América (R) | 66 - 76 | Barrio Parque        | Amílcar Tamburri | 24 de noviembre | 20:00 |
| Unión (SF)           | 96 - 67 | Ameghino (VM)        | Ángel Malvicino  | 24 de noviembre | 21:00 |

| Lactear Tiro Federal | 69 - 75 | Echagüe              | Vide Tealdi       | 26 de noviembre | 21:30 |
| Deportivo Norte (A)  | 86 - 83 | Unión (SF)           | Jorge Ferrero     | 27 de noviembre | 21:30 |
| Sportivo América (R) | 71 - 77 | San Isidro (SF)      | Amílcar Tamburri  | 29 de noviembre | 21:00 |
| Unión (SF)           | 81 - 65 | Lactear Tiro Federal | Ángel Malvicino   | 30 de noviembre | 21:00 |
| Barrio Parque        | 74 - 73 | Ameghino (VM)        | Teatro del Parque | 30 de noviembre | 21:30 |
| Echagüe              | 78 - 76 | Lactear Tiro Federal | Luis Butta        | 2 de diciembre  | 21:00 |

| Unión (SF)           | 94 - 83  | San Isidro (SF)      | Ángel Malvicino       | 4 de diciembre  | 21:00 |
| Lactear Tiro Federal | 91 - 97  | Barrio Parque        | Vide Tealdi           | 5 de diciembre  | 21:30 |
| Sportivo América (R) | 71 - 76  | Deportivo Norte (A)  | Amílcar Tamburri      | 6 de diciembre  | 21:00 |
| Ameghino (VM)        | 100 - 83 | Echagüe              | La Leonera            | 7 de diciembre  | 21:30 |
| Barrio Parque        | 91 - 69  | Echagüe              | Teatro del Parque     | 8 de diciembre  | 21:30 |
| Ameghino (VM)        | 82 - 81  | Unión (SF)           | La Leonera            | 9 de diciembre  | 20:00 |
| San Isidro (SF)      | 73 - 48  | Lactear Tiro Federal | Severo Robledo        | 9 de diciembre  | 21:30 |
| Barrio Parque        | 60 - 65  | Unión (SF)           | Teatro del Parque     | 11 de diciembre | 21:00 |
| San Isidro (SF)      | 95 - 61  | Sportivo América (R) | Severo Robledo        | 12 de diciembre | 21:30 |
| Ameghino (VM)        | 81 - 88  | Barrio Parque        | La Leonera            | 14 de diciembre | 21:30 |
| Deportivo Norte (A)  | 80 - 84  | San Isidro (SF)      | Jorge Ferrero         | 14 de diciembre | 21:30 |
| Echagüe              | 76 - 83  | Unión (SF)           | Luis Butta            | 14 de diciembre | 21:30 |
| Lactear Tiro Federal | 73 - 83  | Sportivo América (R) | 9 de Julio (Morteros) | 15 de diciembre | 11:00 |

### División Centro Sur
| Equipo | Equipo                  | PJ | PG | PP | Pts |
| ------ | ----------------------- | -- | -- | -- | --- |
| 1.°    | Tomás de Rocamora       | 14 | 11 | 3  | 25  |
| 2.°    | Estudiantes (Olavarría) | 14 | 9  | 5  | 23  |
| 3.°    | Racing (Chivilcoy)      | 14 | 8  | 6  | 22  |
| 4.°    | Platense                | 14 | 8  | 6  | 22  |
| 5.°    | La Unión (Colón)        | 14 | 6  | 8  | 20  |
| 6.°    | Ciclista Juninense      | 14 | 6  | 8  | 20  |
| 7.°    | Parque Sur              | 14 | 5  | 9  | 19  |
| 8.°    | Gimnasia (La Plata)     | 14 | 3  | 11 | 17  |

|  | Disputa el Súper 4. |

| Ciclista Juninense | 87 - 84 | Racing (Chivilcoy) | Raúl "Chuni" Merlo      | 19 de octubre | 21:30 |
| La Unión (C)       | 74 - 80 | Platense           | Carlos Delasoie         | 19 de octubre | 21:30 |
| Tomás de Rocamora  | 68 - 65 | Parque Sur         | Julio César Paccagnella | 21 de octubre | 21:00 |
| Estudiantes (O)    | 74 - 71 | Ciclista Juninense | Parque Carlos Guerrero  | 22 de octubre | 21:30 |
| Platense           | 76 - 74 | Racing (Chivilvoy) | Ciudad de Vicente López | 23 de octubre | 21:00 |
| La Unión (C)       | 86 - 83 | Gimnasia (LP)      | Carlos Delasoie         | 23 de octubre | 21:30 |
| Ciclista Juninense | 90 - 76 | Gimnasia (LP)      | Raúl "Chuni" Merlo      | 26 de octubre | 21:30 |
| Racing (Chivilcoy) | 72 - 81 | Tomás de Rocamora  | Oscar y Alfredo Barca   | 27 de octubre | 21:30 |
| Ciclista Juninense | 91 - 88 | Tomás de Rocamora  | Raúl "Chuni" Merlo      | 28 de octubre | 21:00 |
| Parque Sur         | 79 - 83 | La Unión (C)       | Parque Sur              | 28 de octubre | 21:00 |
| Platense           | 90 - 64 | Estudiantes (O)    | Ciudad de Vicente López | 28 de octubre | 21:00 |

| Gimnasia (LP)      | 68 - 87  | Estudiantes (O)   | Polideportivo Víctor Nethol | 29 de octubre  | 21:30 |
| Parque Sur         | 103 - 96 | Platense          | Parque Sur                  | 31 de octubre  | 21:30 |
| Estudiantes (O)    | 75 - 68  | Gimnasia (LP)     | Parque Carlos Guerrero      | 2 de noviembre | 21:30 |
| La Unión (C)       | 70 - 76  | Tomás de Rocamora | Carlos Delasoie             | 2 de noviembre | 21:30 |
| Racing (Chivilcoy) | 80 - 72  | Platense          | Oscar y Alfredo Barca       | 3 de noviembre | 21:30 |
| Estudiantes (O)    | 89 - 78  | Parque Sur        | Parque Carlos Guerrero      | 4 de noviembre | 20:30 |

| Tomás de Rocamora  | 82 - 67 | Ciclista Juninense | Julio César Paccagnella     | 5 de noviembre | 21:30 |
| Gimnasia (LP)      | 65 - 88 | Platense           | Polideportivo Víctor Nethol | 6 de noviembre | 21:30 |
| Parque Sur         | 88 - 79 | Tomás de Rocamora  | Parque Sur                  | 8 de noviembre | 21:30 |
| Racing (Chivilcoy) | 94 - 70 | Estudiantes (O)    | Oscar y Alfredo Barca       | 8 de noviembre | 21:30 |
| Platense           | 74 - 60 | La Unión (C)       | Ciudad de Vicente López     | 9 de noviembre | 21:00 |
| Ciclista Juninense | 71 - 74 | Estudiantes (O)    | Raúl "Chuni" Merlo          | 9 de noviembre | 21:30 |

| Parque Sur        | 68 - 74 | Racing (Chivilcoy) | Parque Sur                  | 12 de noviembre | 21:30 |
| Gimnasia (LP)     | 91 - 79 | Ciclista Juninense | Polideportivo Víctor Nethol | 14 de noviembre | 21:00 |
| Tomás de Rocamora | 79 - 72 | Racing (Chiviloy)  | Julio César Paccagnella     | 14 de noviembre | 21:30 |
| Estudiantes (O)   | 88 - 76 | Platense           | Parque Carlos Guerrero      | 16 de noviembre | 21:30 |
| La Unión (C)      | 62 - 87 | Racing (Chivilcoy) | Carlos Delasoie             | 16 de noviembre | 21:30 |
| Parque Sur        | 83 - 77 | Ciclista Juninense | Parque Sur                  | 18 de noviembre | 21:00 |

| Tomás de Rocamora   | 72 - 67 | Platense          | Julio César Paccagnella | 19 de noviembre | 21:30 |
| Racing (Chivivlcoy) | 75 - 74 | Gimnasia (LP)     | Oscar y Alfredo Barca   | 20 de noviembre | 21:30 |
| Platense            | 62 - 71 | Tomás de Rocamora | Ciudad de Vicente López | 23 de noviembre | 21:00 |
| Estudiantes (O)     | 93 - 77 | La Unión (C)      | Parque Carlos Guerrero  | 23 de noviembre | 21:30 |
| Gimnasia (LP)       | 74 - 72 | Parque Sur        | Víctor Nethol           | 23 de noviembre | 21:30 |
| Platense            | 90 - 56 | Parque Sur        | Ciudad de Vicente López | 25 de noviembre | 21:00 |
| Ciclista Juninense  | 71 - 79 | La Unión (C)      | Raúl "Chuni" Merlo      | 25 de noviembre | 21:00 |

| Racing (Chivilcoy) | 73 - 77 | La Unión (C)       | Oscar y Alfredo Barca       | 26 de noviembre | 21:30 |
| La Unión (C)       | 65 - 69 | Ciclista Juninense | Carlos Delasoie             | 29 de noviembre | 21:30 |
| Parque Sur         | 78 - 77 | Gimnasia (LP)      | Parque Sur                  | 29 de noviembre | 21:30 |
| Tomás de Rocamora  | 72 - 69 | Estudiantes (O)    | Julio César Paccagnella     | 30 de noviembre | 21:30 |
| Parque Sur         | 84 - 80 | Estudiantes (O)    | Parque Sur                  | 1 de diciembre  | 22:00 |
| Ciclista Juninense | 71 - 58 | Platense           | Raúl "chuni" Merlo          | 2 de diciembre  | 21:00 |
| Gimnasia (LP)      | 64 - 86 | Racing (Chivilcoy) | Polideportivo Víctor Nethol | 2 de diciembre  | 21:00 |

| La Unión (C)       | 71 - 69 | Estudiantes (O)    | Carlos Delasoie             | 3 de diciembre  | 21:30 |
| Gimnasia (LP)      | 75 - 77 | Tomás de Rocamora  | Polideportivo Víctor Nethol | 5 de diciembre  | 21:30 |
| Racing (Chivilcoy) | 92 - 89 | Parque Sur         | Oscar y Alfredo Barca       | 5 de diciembre  | 21:30 |
| Ciclista Juninense | 85 - 64 | Parque Sur         | Raúl "chuni" Merlo          | 7 de diciembre  | 21:30 |
| Estudiantes (O)    | 85 - 67 | Tomás de Rocamora  | Parque Carlos Guerrero      | 7 de diciembre  | 21:30 |
| Gimnasia (LP)      | 93 - 84 | La Unión (C)       | Polideportivo Víctor Nethol | 8 de diciembre  | 21:00 |
| Racing (Chivilcoy) | 84 - 70 | Ciclista Juninense | Oscar y Alfredo Barca       | 10 de diciembre | 21:30 |
| Platense           | 80 - 68 | Gimnasia (LP)      | Ciudad de Vicente López     | 11 de diciembre | 21:00 |
| Tomás de Rocamora  | 71 - 57 | La Unión (C)       | Julio César Paccagnella     | 11 de diciembre | 21:30 |
| Platense           | 85 - 79 | Ciclista Juninense | Ciudad de Vicente López     | 14 de diciembre | 21:00 |
| Estudiantes (O)    | 74 - 64 | Racing (Chivilcoy) | Parque Carlos Guerrero      | 14 de diciembre | 21:30 |
| La Unión (C)       | 75 - 66 | Parque Sur         | Carlos Delaosie             | 14 de diciembre | 21:30 |
| Tomás de Rocamora  | 75 - 71 | Gimnasia (LP)      | Julio César Paccagnella     | 14 de diciembre | 21:30 |

### División Sur
| Equipo | Equipo                              | PJ | PG | PP | Pts |
| ------ | ----------------------------------- | -- | -- | -- | --- |
| 1.°    | Deportivo Viedma                    | 14 | 10 | 4  | 24  |
| 2.°    | Rivadavia (Mendoza)                 | 14 | 8  | 6  | 22  |
| 3.°    | Atenas (Carmen de Patagones)        | 14 | 7  | 7  | 21  |
| 4.°    | Centro Español (Plottier)           | 14 | 6  | 8  | 20  |
| 5.°    | Petrolero Argentino (Plaza Huincul) | 14 | 6  | 8  | 20  |
| 6.°    | Del Progreso                        | 14 | 5  | 9  | 19  |

|  | Disputa el Súper 4. |

| Atenas (CdP)       | 86 - 72 | Deportivo Viedma   | Carmelo Trípodi Calá    | 18 de octubre | 21:30 |
| Del Progreso       | 93 - 97 | Centro Español (P) | El Gigante              | 18 de octubre | 21:30 |
| Atenas (CdP)       | 68 - 65 | Rivadavia (M)      | Carmelo Trípodi Calá    | 20 de octubre | 21:30 |
| Centro Español (P) | 83 - 80 | Petrolero (PH)     | El Templo               | 21 de octubre | 21:30 |
| Deportivo Viedma   | 77 - 68 | Rivadavia (M)      | Ángel Cayetano Arias    | 22 de octubre | 21:30 |
| Petrolero (PH)     | 71 - 69 | Del Progreso       | General Enrique Mosconi | 25 de octubre | 21:30 |
| Deportivo Viedma   | 82 - 68 | Atenas (CdP)       | Ángel Cayetano Arias    | 25 de octubre | 21:30 |
| Rivadavia (M)      | 87 - 77 | Centro Español     | Leopoldo Brozovix       | 26 de octubre | 22:00 |
| Rivadavia (M)      | 75 - 61 | Centro Español     | Leopoldo Brozovix       | 28 de octubre | 21:00 |

| Atenas (CdP)     | 70 - 65 | Petrolero (PH)   | Carmelo Trípodi Calá | 30 de octubre  | 21:30 |
| Centro Español   | 83 - 78 | Del Progreso     | El Templo            | 1 de noviembre | 21:30 |
| Deportivo Viedma | 76 - 79 | Petrolero (PH)   | Ángel Cayetano Arias | 1 de noviembre | 21:30 |
| Rivadavia (M)    | 77 - 69 | Atenas (CdP)     | Leopoldo Brozovix    | 3 de noviembre | 21:00 |
| Del Progreso     | 71 - 95 | Deportivo Viedma | Del Progreso         | 4 de noviembre | 21:30 |

| Petrolero (PH)     | 102 - 88 | Atenas (CdP)     | General Enrique Mosconi | 5 de noviembre  | 21:30 |
| Atenas (CdP)       | 95 - 73  | Deportivo Viedma | Carmelo Trípodi Calá    | 8 de noviembre  | 21:30 |
| Del Progreso       | 91 - 69  | Petrolero (PH)   | Del Progreso            | 8 de noviembre  | 21:30 |
| Centro Español (P) | 86 - 74  | Rivadavia (M)    | El Templo               | 9 de noviembre  | 21:30 |
| Petrolero (PH)     | 63 - 70  | Rivadavia (M)    | General Enrique Mosconi | 11 de noviembre | 20:00 |

| Deportivo Viedma   | 92 - 80 | Del Progreso       | Ángel Cayetano Arias         | 12 de noviembre | 21:30 |
| Atenas (CdP)       | 80 - 74 | Del Progreso       | Carmelo Trípodi Calá         | 14 de noviembre | 21:30 |
| Petrolero (PH)     | 83 - 91 | Centro Español (P) | General Enrique Mosconi      | 14 de noviembre | 21:30 |
| Petrolero (PH)     | 71 - 78 | Deportivo Viedma   | Club Pérfora (Plaza Huincul) | 16 de noviembre | 21:30 |
| Centro Español (P) | 78 - 91 | Deportivo Viedma   | El Templo                    | 18 de noviembre | 21:30 |

| Del Progreso       | 87 - 75 | Atenas (CdP)       | Del Progreso         | 19 de noviembre | 21:30 |
| Rivadavia (M)      | 90 - 67 | Petrolero (PH)     | Leopoldo Brozovix    | 20 de noviembre | 21:30 |
| Centro Español (P) | 90 - 73 | Atenas (CdP)       | El Templo            | 21 de noviembre | 21:30 |
| Rivadavia (M)      | 81 - 97 | Petrolero (PH)     | Leopoldo Brozovix    | 22 de noviembre | 21:30 |
| Atenas (CdP)       | 84 - 72 | Centro Español (P) | Carmelo Trípodi Calá | 24 de noviembre | 21:30 |

| Deportivo Viedma   | 94 - 64 | Centro Español (P) | Ángel Cayetano Arias    | 26 de noviembre | 21:30 |
| Del Progreso       | 78 - 85 | Rivadavia (M)      | Del Progreso            | 27 de noviembre | 21:30 |
| Centro Español (P) | 83 - 87 | Rivadavia (M)      | El Templo               | 29 de noviembre | 21:30 |
| Del Progreso       | 72 - 76 | Deportivo Viedma   | Del Progreso            | 30 de noviembre | 21:30 |
| Petrolero (PH)     | 70 - 77 | Rivadavia (M)      | General Enrique Mosconi | 1 de diciembre  | 21:30 |

| Atenas (CdP)       | 87 - 75   | Del Progreso       | Carmelo Trípodi Calá    | 3 de diciembre  | 21:30 |
| Deportivo Viedma   | 64 - 78   | Del Progreso       | Ángel Cayetano Arias    | 5 de diciembre  | 21:30 |
| Centro Español (P) | 88 - 94   | Petrolero (PH)     | El Templo               | 6 de diciembre  | 21:30 |
| Rivadavia (M)      | 59 - 67   | Del Progreso       | Leopoldo Brozovix       | 9 de diciembre  | 21:00 |
| Deportivo Viedma   | 112 - 100 | Atenas (CdP)       | Ángel Cayetano Arias    | 9 de diciembre  | 21:30 |
| Del Progreso       | 76 - 61   | Atenas (CdP)       | Del Progreso            | 13 de diciembre | 21:00 |
| Petrolero (PH)     | 75 - 74   | Centro Español (P) | General Enrique Mosconi | 13 de diciembre | 21:30 |
| Rivadavia (M)      | 53 - 59   | Deportivo Viedma   | Leopoldo Brozovix       | 13 de diciembre | 21:30 |

## Torneo Súper 4
El torneo Súper 4 de esta temporada contó con la participación de Tomás de Rocamora, Salta Basket, Deportivo Viedma y Barrio Parque. Las fechas y cruces se definieron el 20 de diciembre. La sede del torneo fue el estadio Julio César Paccagnella, de Tomás de Rocamora y el torneo, auspiciado por el Complejo Termas Concepción, fue televisado por DeporTV. El campeón del torneo fue Salta Basket y el jugador del equipo salteño Lisandro Rasio fue elegido como el mejor del torneo.
|  | Semifinales       | Semifinales       | Semifinales  |              |               | Final         | Final | Final |  |
|  |                   |                   |              |              |               |               |       |       |  |
|  |                   |                   |              |              |               |               |       |       |  |
|  | Barrio Parque     | Barrio Parque     | 86           |              |               |               |       |       |  |
|  | Barrio Parque     | Barrio Parque     | 86           |              |               |               |       |       |  |
|  | Deportivo Viedma  | Deportivo Viedma  | 75           |              |               |               |       |       |  |
|  | Deportivo Viedma  | Deportivo Viedma  | 75           |              | Barrio Parque | Barrio Parque | 83    |       |  |
|  |                   |                   |              |              | Barrio Parque | Barrio Parque | 83    |       |  |
|  |                   |                   | Salta Basket | Salta Basket | 93            |               |       |       |  |
|  | Tomás de Rocamora | Tomás de Rocamora | Salta Basket | Salta Basket | 93            | 64            |       |       |  |
|  | Tomás de Rocamora | Tomás de Rocamora |              |              |               | 64            |       |       |  |
|  | Salta Basket      | Salta Basket      | 65           |              |               |               |       |       |  |
|  | Salta Basket      | Salta Basket      | 65           |              |               |               |       |       |  |
|  |                   |                   |              |              |               |               |       |       |  |

Semifinales
| 8 de enero, 19:00 | Barrio Parque                                                 | 86–75                | Deportivo Viedma                                               | Concepción del Uruguay                                                                                              |  |
|                   | Parciales: 27-20, 22-19, 18-19, 19-17                         |                      |                                                                | |  |
|                   | Estadísticas Gabriel Mikulas 22 Emiliano Rossi 5 Juan Kelly 9 | Reporte Pts Reb Asts | Estadísticas 19 Lucas González 5 Lucas González 6 Pedro Franco | Pabellón: Estadio Julio César Paccagnella Árbitros: * Pedro Hoyo * Ariel Rosas * Gustavo D'Anna Televisión: DeporTV |  |

| 8 de enero, 21:30 | Tomás de Rocamora                                             | 64–65                | Salta Basket                                                      | Concepción del Uruguay |  |
|                   | Parciales: 11-19, 22-14, 19-19, 12-13                         |                      |                                                                   | |  |
|                   | Estadísticas Dominique Shaw 21 Mauro Araujo 10 Facundo Gago 4 | Reporte Pts Reb Asts | Estadísticas 23 Federico Mariani 14 Lisandro Rasio 6 Scott Cutley | Pabellón: Estadio Julio César Paccagnella Árbitros: * Alejandro Zanabone * Javier Sánchez * Sebastipan Moncloba Televisión: DeporTV |  |

Final
| 9 de enero, 21:00 | Barrio Parque                                                | 83–93                | Salta Basket                                                  | Concepción del Uruguay                                                      |  |
|                   | Parciales: 16-27, 15-18, 25-19, 27-29                        |                      |                                                               |                                                                             |  |
|                   | Estadísticas Luciano Guerra 25 Luciano Guerra 6 Juan Kelly 7 | Reporte Pts Reb Asts | Estadísticas 26 Lisandro Rasio 12 Scott Cutley 8 Scott Cutley | Pabellón: Estadio Julio César Paccagnella Árbitros: * * Televisión: DeporTV |  |

Salta Basket

Campeón

Primer título

## Segunda fase

### Conferencia norte
| Equipo | Equipo                          | Arranque | PJ | PG | PP | Pts  |
| ------ | ------------------------------- | -------- | -- | -- | -- | ---- |
| 1.°    | San Isidro (San Francisco)1     | 12,5     | 26 | 19 | 7  | 57,5 |
| 2.°    | Barrio Parque1                  | 12,5     | 26 | 19 | 7  | 57,5 |
| 3.°    | Central Argentino Olímpico      | 10,5     | 26 | 19 | 7  | 55,5 |
| 4.°    | Hindú (Resistencia)             | 11,0     | 26 | 18 | 8  | 55,0 |
| 5.°    | Salta Basket                    | 11,5     | 26 | 16 | 10 | 53,5 |
| 6.°    | Unión (Santa Fe)2               | 11,5     | 26 | 15 | 11 | 52,5 |
| 7.°    | Villa San Martín (Resistencia)2 | 10,5     | 26 | 16 | 10 | 52,5 |
| 8.°    | Deportivo Norte (Armstrong)     | 10,5     | 26 | 14 | 12 | 50,5 |
| 9.°    | Ameghino (Villa María)          | 10,5     | 26 | 11 | 15 | 47,5 |
| 10.°   | Oberá TC                        | 9,5      | 26 | 11 | 15 | 46,5 |
| 11.°   | Independiente BBC               | 10,0     | 26 | 9  | 17 | 45,0 |
| 12.°   | Lactear Tiro Federal            | 9,0      | 26 | 7  | 19 | 42,0 |
| 13.°   | Echagüe                         | 9,0      | 26 | 4  | 22 | 39,0 |
| 14.°   | Sportivo América                | 8,5      | 26 | 4  | 22 | 38,5 |

|  | Avanza a los cuartos de final de conferencia. |
|  | Avanza a la fase previa de conferencia.       |

1: El desempate entre San Isidro de San Francisco y Barrio Parque se definió por los encuentros disputados entre ellos. Como San Isidro marcó más puntos que el equipo de Córdoba, lo supera en la tabla. Los partidos fueron 75 a 68 en San Francisco y 73 a 71 en Córdoba.
2: El desempate entre Unión de Santa Fe y Villa San Martín se definió por los encuentros disputados entre ellos. Como Unión marcó más puntos que el equipo de Chaco, lo supera en la tabla. Los partidos fueron 115 a 125 en Chaco para el visitante y 83 a 85 en Santa Fe, también ganado por la visita.
| Salta Basket               | 91 - 94 | Villa San Martín (R)       | Delmi             | 14 de diciembre | 22:00 |
| Echagüe                    | 80 - 86 | Central Argentino Olímpico | Luis Butta        | 16 de diciembre | 21:00 |
| Deportivo Norte (A)        | 85 - 65 | Barrio Parque              | Jorge Ferrero     | 17 de diciembre | 21:30 |
| Unión (SF)                 | 59 - 84 | San Isidro (SF)            | Ángel Malvicino   | 17 de diciembre | 21:30 |
| Hindú (R)                  | 81 - 71 | Ameghino (VM)              | Ricardo Moro      | 17 de diciembre | 22:00 |
| Sportivo América (R)       | 80 - 75 | Barrio Parque              | Amílcar Tamburri  | 18 de diciembre | 21:00 |
| Villa San Martín (R)       | 88 - 83 | Ameghino (VM)              | Villa San Martín  | 18 de diciembre | 21:30 |
| Sportivo América (R)       | 75 - 84 | Hindú (R)                  | Amílcar Tamburri  | 20 de diciembre | 21:00 |
| Oberá TC                   | 68 - 80 | Ameghino (VM)              | Oberá TC          | 20 de diciembre | 21:30 |
| Independiente BBC          | 80 - 74 | Unión (SF)                 | Israel Parnas     | 20 de diciembre | 22:00 |
| Salta Basket               | 96 - 81 | Deportivo Norte (A)        | Delmi             | 20 de diciembre | 22:00 |
| Barrio Parque              | 62 - 56 | Lactear Tiro Federal       | Teatro del Parque | 21 de diciembre | 21:30 |
| Central Argentino Olímpico | 87 - 76 | Unión (SF)                 | Raúl Braica       | 22 de diciembre | 21:00 |
| Independiente BBC          | 97 - 94 | Deportivo Norte (A)        | Israel Parnas     | 22 de diciembre | 21:00 |
| Echagüe                    | 83 - 88 | Hindú (R)                  | Luis Butta        | 22 de diciembre | 21:30 |

| 23/12 al 9/1, semanas de receso. |
| -------------------------------- |

| Sportivo América (R)       | 87 - 91  | Unión (SF)                 | Amílcar Tamburri | 10 de enero | 21:00 |
| San Isidro (SF)            | 87 - 76  | Echagüe                    | Severo Robledo   | 10 de enero | 21:30 |
| Deportivo Norte (A)        | 89 - 72  | Central Argentino Olímpico | Jorge Ferrero    | 11 de enero | 21:30 |
| Villa San Martín (R)       | 78 - 67  | Lactear Tiro Federal       | Villa San Martín | 11 de enero | 21:30 |
| Ameghino (VM)              | 72 - 75  | Barrio Parque              | La Leonera       | 12 de enero | 20:00 |
| Independiente BBC          | 76 - 98  | Salta Basket               | Israel Parnas    | 12 de enero | 21:00 |
| Unión (SF)                 | 67 - 56  | Oberá TC                   | Ángel Malvicino  | 13 de enero | 20:00 |
| Hindú (R)                  | 89 - 79  | Lactear Tiro Federal       | Ricardo Moro     | 13 de enero | 21:00 |
| Ameghino (VM)              | 77 - 90  | San Isidro (SF)            | La Leonera       | 14 de enero | 21:30 |
| Echagüe                    | 87 - 83  | Oberá TC                   | Luis Butta       | 15 de enero | 21:00 |
| Central Argentino Olímpico | 108 - 83 | Sportivo América (R)       | Raúl Braica      | 16 de enero | 21:30 |
| San Isidro (SF)            | 90 - 86  | Unión (SF)                 | Severo Robledo   | 17 de enero | 21:30 |
| Independiente BBC          | 83 - 57  | Sportivo América (R)       | Israel Parnas    | 17 de enero | 22:00 |
| Salta Basket               | 82 - 86  | Barrio Parque              | Delmi            | 17 de enero | 22:00 |
| Lactear Tiro Federal       | 98 - 65  | Echagüe                    | Vide Tealdi      | 18 de enero | 21:30 |
| Hindú (R)                  | 93 - 80  | Villa San Martín (R)       | Hindú Club       | 19 de enero | 21:00 |
| Salta Basket               | 98 - 69  | Sportivo América (R)       | Delmi            | 19 de enero | 22:00 |
| Deportivo Norte (A)        | 93 - 77  | San Isidro (SF)            | Jorge Ferrero    | 20 de enero | 20:00 |
| Central Argentino Olímpico | 98 - 94  | Ameghino (VM)              | Raúl Braica      | 20 de enero | 21:00 |

| Lactear Tiro Federal | 82 - 58  | Ameghino (VM)              | Vide Tealdi       | 21 de enero | 21:30 |
| Oberá TC             | 111 - 66 | Independiente BBC          | Oberá Tenis Club  | 21 de enero | 21:30 |
| Unión (SF)           | 91 - 88  | Echagüe                    | Ángel Malvicino   | 22 de enero | 21:00 |
| San Isidro (SF)      | 87 - 72  | Ameghino (VM)              | Severo Robledo    | 23 de enero | 21:30 |
| Villa San Martín (R) | 87 - 74  | Independiente BBC          | Villa San Martín  | 23 de enero | 21:30 |
| Hindú (R)            | 80 - 74  | Independiente BBC          | Hindú Club        | 24 de enero | 22:00 |
| Barrio Parque        | 79 - 59  | Deportivo Norte (A)        | Teatro del Parque | 25 de enero | 21:30 |
| Sportivo América (R) | 72 - 65  | Echagüe                    | Amílcar Tamburri  | 26 de enero | 20:00 |
| Oberá TC             | 77 - 80  | Villa San Martín (R)       | Oberá Tenis Club  | 26 de enero | 21:00 |
| Ameghino (VM)        | 88 - 85  | Deportivo Norte (A)        | La Leonera        | 27 de enero | 20:00 |
| Unión (SF)           | 65 - 61  | Lactear Tiro Federal       | Ángel Malvicino   | 27 de enero | 20:00 |
| Salta Basket         | 91 - 94  | Central Argentino Olímpico | Delmi             | 27 de enero | 22:00 |

| Oberá TC                   | 95 - 98 | Hindú (R)                  | Oberá Tenis Club  | 28 de enero  | 21:30 |
| Independiente BBC          | 79 - 92 | Central Argentino Olímpico | Israel Parnas     | 28 de enero  | 22:00 |
| Echagüe                    | 76 - 80 | Lactear Tiro Federal       | Luis Butta        | 29 de enero  | 21:00 |
| San Isidro (SF)            | 75 - 68 | Barrio Parque              | Severo Robledo    | 29 de enero  | 21:30 |
| Villa San Martín (R)       | 76 - 89 | Salta Basket               | Villa San Martín  | 30 de enero  | 21:30 |
| Barrio Parque              | 76 - 67 | Unión (SF)                 | Teatro del Parque | 1 de febrero | 21:30 |
| Lactear Tiro Federal       | 66 - 68 | Sportivo América (R)       | Vide Tealdi       | 1 de febrero | 21:30 |
| Hindú (R)                  | 71 - 62 | Salta Basket               | Ricardo Moro      | 1 de febrero | 22:00 |
| Central Argentino Olímpico | 84 - 80 | Oberá TC                   | Raúl Braica       | 2 de febrero | 21:00 |
| Ameghino (VM)              | 98 - 91 | Unión (SF)                 | La Leonera        | 3 de febrero | 20:00 |
| San Isidro (SF)            | 86 - 75 | Sportivo América (R)       | Severo Robledo    | 3 de febrero | 21:30 |

| Deportivo Norte (A)        | 81 - 95 | Hindú (R)                  | Jorge Ferrero     | 4 de febrero  | 21:30 |
| Independiente BBC          | 73 - 67 | Oberá TC                   | Israel Parnas     | 4 de febrero  | 22:00 |
| Central Argentino Olímpico | 90 - 82 | Lactear Tiro Federal       | Raúl Braica       | 5 de febrero  | 21:30 |
| Echagüe                    | 88 - 89 | Villa San Martín (R)       | Luis Butta        | 6 de febrero  | 21:00 |
| Unión (SF)                 | 73 - 70 | Hindú (R)                  | Ángel Malvicino   | 6 de febrero  | 21:00 |
| Salta Basket               | 85 - 81 | Oberá TC                   | Delmi             | 6 de febrero  | 22:00 |
| Deportivo Norte (A)        | 98 - 81 | Ameghino (VM)              | Jorge Ferrero     | 7 de febrero  | 21:30 |
| Unión (SF)                 | 83 - 85 | Villa San Martín (R)       | Ángel Malvicino   | 8 de febrero  | 21:00 |
| Lactear Tiro Federal       | 79 - 86 | San Isidro (SF)            | Vide Tealdi       | 8 de febrero  | 21:30 |
| Sportivo América (R)       | 72 - 85 | Ameghino (VM)              | Amílcar Tamburri  | 9 de febrero  | 20:00 |
| Deportivo Norte (A)        | 89 - 85 | Echagüe                    | Jorge Ferrero     | 10 de febrero | 20:00 |
| Hindú (R)                  | 93 - 50 | Central Argentino Olímpico | Ricardo Moro      | 10 de febrero | 21:00 |
| Barrio Parque              | 75 - 70 | Salta Basket               | Teatro del Parque | 10 de febrero | 21:30 |

| Villa San Martín (R) | 88 - 92  | Central Argentino Olímpico | Villa San Martín  | 11 de febrero | 21:30 |
| Lactear Tiro Federal | 72 - 83  | Independiente BBC          | Vide Tealdi       | 12 de febrero | 21:30 |
| San Isidro (SF)      | 75 - 63  | Salta Basket               | Severo Robledo    | 12 de febrero | 21:30 |
| Unión (SF)           | 102 - 92 | Deportivo Norte (A)        | Ángel Malvicino   | 13 de febrero | 21:00 |
| Oberá TC             | 74 - 72  | Central Argentino Olímpico | Oberá TC          | 13 de febrero | 21:30 |
| Villa San Martín (R) | 93 - 76  | Sportivo América (R)       | Villa San Martín  | 13 de febrero | 21:30 |
| Lactear Tiro Federal | 68 - 84  | Salta Basket               | Vide Tealdi       | 14 de febrero | 21:30 |
| San Isidro (SF)      | 107 - 54 | Independiente BBC          | Severo Robledo    | 14 de febrero | 21:30 |
| Hindú (R)            | 97 - 55  | Sportivo América (R)       | Ricardo Moro      | 14 de febrero | 22:00 |
| Echagüe              | 94 - 102 | Deportivo Norte (A)        | Luis Butta        | 15 de febrero | 21:30 |
| Oberá TC             | 92 - 80  | Sportivo América (R)       | Oberá Tenis Club  | 15 de febrero | 21:30 |
| Ameghino (VM)        | 87 - 79  | Lactear Tiro Federal       | La Leonera        | 17 de febrero | 20:00 |
| Barrio Parque        | 89 - 85  | Central Argentino Olímpico | Teatro del Parque | 17 de febrero | 21:30 |
| Salta Basket         | 72 - 70  | Hindú (R)                  | Delmi             | 17 de febrero | 22:00 |

| Deportivo Norte (A)        | 89 - 60 | Unión (SF)           | Jorge Ferrero    | 19 de febrero | 21:30 |
| Oberá TC                   | 82 - 79 | San Isidro (SF)      | Oberá Tenis Club | 19 de febrero | 21:30 |
| Independiente BBC          | 71 - 80 | Hindú (R)            | Israel Parnas    | 19 de febrero | 22:00 |
| Central Argentino Olímpico | 78 - 69 | Echagüe              | Raúl Braica      | 20 de febrero | 21:30 |
| Lactear Tiro Federal       | 60 - 62 | Barrio Parque        | Vide Tealdi      | 21 de febrero | 21:30 |
| Villa San Martín (R)       | 81 - 69 | San Isidro (SF)      | Villa San Martín | 21 de febrero | 21:30 |
| Sportivo América (R)       | 58 - 76 | Deportivo Norte (A)  | Amílcar Tamburri | 22 de febrero | 21:00 |
| Central Argentino Olímpico | 86 - 70 | Barrio Parque        | Raúl Braica      | 22 de febrero | 21:30 |
| Ameghino (VM)              | 88 - 69 | Salta Basket         | La Leonera       | 23 de febrero | 20:00 |
| Hindú (R)                  | 79 - 88 | San Isidro (SF)      | Ricardo Moro     | 23 de febrero | 21:00 |
| Oberá TC                   | 65 - 64 | Lactear Tiro Federal | Oberá Tenis Club | 24 de febrero | 20:00 |
| Independiente BBC          | 71 - 84 | Barrio Parque        | Israel Parnas    | 24 de febrero | 21:00 |

| Central Argentino Olímpico | 104 - 101 | Villa San Martín (R)       | Raúl Braica       | 25 de febrero | 21:30 |
| Deportivo Norte (A)        | 73 - 69   | Salta Basket               | Jorge Ferrero     | 25 de febrero | 21:30 |
| Unión (SF)                 | 76 - 70   | Ameghino (VM)              | Ángel Malvicino   | 26 de febrero | 21:00 |
| Echagüe                    | 100 - 86  | Ameghino (VM)              | Luis Butta        | 27 de febrero | 21:00 |
| Sportivo América (R)       | 69 - 76   | Salta Basket               | Amílcar Tamburri  | 27 de febrero | 21:00 |
| Barrio Parque              | 80 - 59   | Hindú (R)                  | Teatro del Parque | 27 de febrero | 21:30 |
| Independiente BBC          | 74 - 87   | Villa San Martín (R)       | Israel Parnas     | 27 de febrero | 22:00 |
| San Isidro (SF)            | 71 - 83   | Central Argentino Olímpico | Severo Robledo    | 28 de febrero | 21:30 |
| Lactear Tiro Federal       | 80 - 86   | Hindú (R)                  | Vide Tealdi       | 1 de marzo    | 21:30 |
| Ameghino (VM)              | 87 - 75   | Sportivo América (R)       | La Leonera        | 2 de marzo    | 20:00 |
| Echagüe                    | 72 - 82   | San Isidro (SF)            | Luis Butta        | 3 de marzo    | 21:00 |

| Ameghino (VM)              | 79 - 80   | Oberá TC             | La Leonera        | 4 de marzo  | 21:30 |
| Barrio Parque              | 102 - 57  | Sportivo América (R) | Teatro del Parque | 4 de marzo  | 21:30 |
| Central Argentino Olímpico | 97 - 77   | Independiente BBC    | Raúl Braica       | 4 de marzo  | 21:30 |
| Hindú (R)                  | 78 - 64   | Unión (SF)           | Hindú Club        | 4 de marzo  | 22:00 |
| Deportivo Norte (A)        | 95 - 75   | Lactear Tiro Federal | Jorge Ferrero     | 5 de marzo  | 21:30 |
| Barrio Parque              | 90 - 70   | Oberá TC             | Teatro del Parque | 6 de marzo  | 21:30 |
| Salta Basket               | 84 - 73   | Echagüe              | Delmi             | 6 de marzo  | 21:30 |
| Villa San Martín (R)       | 115 - 125 | Unión (SF)           | Villa San Martín  | 6 de marzo  | 21:30 |
| Sportivo América (R)       | 58 - 76   | Lactear Tiro Federal | Amílcar Tamburri  | 7 de marzo  | 21:00 |
| Salta Basket               | 103 - 99  | Ameghino (VM)        | Delmi             | 8 de marzo  | 21:30 |
| Independiente BBC          | 76 - 74   | Echagüe              | Israel Parnas     | 8 de marzo  | 22:00 |
| Central Argentino Olímpico | 109 - 91  | Deportivo Norte (A)  | Raúl Braica       | 9 de marzo  | 21:00 |
| Oberá TC                   | 85 - 79   | Unión (SF)           | Oberá Tenis Club  | 9 de marzo  | 21:00 |
| Independiente BBC          | 79 - 77   | Ameghino (VM)        | Israel Parnas     | 10 de marzo | 21:00 |

| Lactear Tiro Federal | 88 - 77   | Deportivo Norte            | Vide Tealdi       | 11 de marzo | 21:30 |
| Echagüe              | 63 - 77   | Barrio Parque              | Luis Butta        | 12 de marzo | 21:00 |
| San Isidro (SF)      | 77 - 53   | Oberá TC                   | Severo Robledo    | 12 de marzo | 21:30 |
| Unión (SF)           | 76 - 73   | Barrio Parque              | Ángel Malvicino   | 13 de marzo | 21:00 |
| Sportivo América     | 86 - 77   | Independiente BBC          | Amílcar Tamburri  | 14 de marzo | 21:00 |
| Lactear Tiro Federal | 72 - 90   | Oberá TC                   | Vide Tealdi       | 14 de marzo | 21:30 |
| Ameghino (VM)        | 102 - 103 | Villa San Martín (R)       | La Leonera        | 15 de marzo | 21:30 |
| Echagüe              | 84 - 86   | Salta Basket               | Luis Butta        | 15 de marzo | 21:30 |
| San Isidro (SF)      | 72 - 70   | Hindú (R)                  | Severo Robledo    | 15 de marzo | 21:30 |
| Sportivo América     | 78 - 89   | Central Argentino Olímpico | Amílcar Tamburri  | 16 de marzo | 20:00 |
| Deportivo Norte (A)  | 82 - 68   | Independiente BBC          | Jorge Ferrero     | 16 de marzo | 21:30 |
| Ameghino (VM)        | 87 - 77   | Hindú (R)                  | La Leonera        | 17 de marzo | 20:00 |
| Unión (SF)           | 77 - 83   | Salta Basket               | Ángel Malvicino   | 17 de marzo | 20:00 |
| Barrio Parque        | 74 - 64   | Villa San Martín (R)       | Teatro del Parque | 17 de marzo | 21:00 |

| Oberá TC                   | 93 - 79  | Deportivo Norte     | Oberá Tenis Club  | 19 de marzo | 21:30 |
| Salta Basket               | 71 - 64  | San Isidro (SF)     | Delmi             | 20 de marzo | 21:30 |
| Lactear Tiro Federal       | 73 - 97  | Unión (SF)          | Vide Tealdi       | 21 de marzo | 21:30 |
| Villa San Martín (R)       | 89 - 87  | Deportivo Norte (A) | Villa San Martín  | 21 de marzo | 21:30 |
| Barrio Parque              | 72 - 56  | Echagüe             | Teatro del Parque | 22 de marzo | 21:00 |
| Independiente BBC          | 85 - 92  | San Isidro (SF)     | Israel Parnas     | 22 de marzo | 22:00 |
| Ameghino (VM)              | 112 - 83 | Echagüe             | La Leonera        | 23 de marzo | 20:00 |
| Hindú (R)                  | 88 - 75  | Deportivo Norte (A) | Ricardo Moro      | 23 de marzo | 21:00 |
| Villa San Martín (R)       | 90 - 79  | Oberá TC            | Villa San Martín  | 24 de marzo | 20:30 |
| Central Argentino Olímpico | 101 - 79 | San Isidro (SF)     | Raúl Braica       | 24 de marzo | 21:00 |

| Unión (SF)           | 90 - 70  | Sportivo América (R)       | Ángel Malvicino   | 25 de marzo | 21:00 |
| Salta Basket         | 106 - 89 | Independiente BBC          | Delmi             | 25 de marzo | 21:30 |
| Hindú (R)            | 75 - 72  | Oberá TC                   | Ricardo Moro      | 26 de marzo | 22:00 |
| Barrio Parque        | 95 - 73  | Ameghino (VM)              | Teatro del Parque | 27 de marzo | 21:00 |
| Echagüe              | 90 - 80  | Sportivo América (R)       | Luis Butta        | 27 de marzo | 21:00 |
| San Isidro (SF)      | 95 - 77  | Villa San Martín (R)       | Severo Robledo    | 27 de marzo | 21:30 |
| Unión (SF)           | 84 - 80  | Central Argentino Olímpico | Ángel Malvicino   | 29 de marzo | 21:00 |
| Echagüe              | 88 - 91  | Independiente BBC          | Luis Butta        | 29 de marzo | 21:30 |
| Lactear Tiro Federal | 77 - 72  | Villa San Martín (R)       | Vide Tealdi       | 29 de marzo | 21:30 |
| San Isidro (SF)      | 80 - 71  | Deportivo Norte (A)        | Severo Robledo    | 29 de marzo | 21:30 |
| Oberá TC             | 74 - 84  | Salta Basket               | Oberá Tenis Club  | 31 de marzo | 20:00 |
| Unión (SF)           | 89 - 66  | Independiente BBC          | Ángel Malvicino   | 31 de marzo | 20:00 |

| Villa San Martín (R)       | 63 - 89 | Barrio Parque        | Villa San Martín | 1 de abril | 21:30 |
| Sportivo América           | 55 - 73 | San Isidro (SF)      | Amílcar Tamburri | 2 de abril | 21:00 |
| Central Argentino Olímpico | 86 - 68 | Salta Basket         | Raúl Braica      | 2 de abril | 21:30 |
| Hindú (R)                  | 72 - 65 | Barrio Parque        | Ricardo Moro     | 2 de abril | 22:00 |
| Independiente BBC          | 64 - 61 | Lactear Tiro Federal | Israel Parnas    | 3 de abril | 22:00 |
| Deportivo Norte (A)        | 95 - 91 | Villa San Martín (R) | Jorge Ferrero    | 4 de abril | 21:30 |
| Oberá TC                   | 80 - 69 | Barrio Parque        | Oberá Tenis Club | 4 de abril | 21:30 |
| Central Argentino Olímpico | 82 - 79 | Hindú (R)            | Raúl Braica      | 5 de abril | 21:30 |
| Echagüe                    | 84 - 94 | Unión (SF)           | Luis Butta       | 5 de abril | 21:30 |
| Salta Basket               | 94 - 74 | Lactear Tiro Federal | Delmi            | 5 de abril | 21:30 |
| Sportivo América           | 80 - 86 | Villa San Martín (R) | Amílcar Tamburri | 6 de abril | 20:00 |
| Deportivo Norte (A)        | 90 - 76 | Oberá TC             | Jorge Ferrero    | 7 de abril | 20:00 |

| Ameghino (VM)        | 122 - 98 | Central Argentino Olímpico | La Leonera        | 8 de abril  | 21:30 |
| Sportivo América     | 70 - 88  | Oberá TC                   | Amílcar Tamburri  | 9 de abril  | 21:30 |
| San Isidro (SF)      | 84 - 65  | Lactear Tiro Federal       | Severo Robledo    | 9 de abril  | 21:30 |
| Villa San Martín (R) | 80 - 76  | Echagüe                    | Villa San Martín  | 9 de abril  | 21:30 |
| Barrio Parque        | 87 - 60  | Independiente BBC          | Teatro del Parque | 10 de abril | 21:30 |
| Hindú (R)            | 89 - 76  | Echagüe                    | Ricardo Moro      | 10 de abril | 22:00 |
| Ameghino (VM)        | 100 - 79 | Independiente BBC          | La Leonera        | 12 de abril | 21:30 |
| Barrio Parque        | 73 - 71  | San Isidro (SF)            | Teatro del Parque | 12 de abril | 21:30 |
| Deportivo Norte (A)  | 103 - 73 | Sportivo América           | Jorge Ferrero     | 12 de abril | 21:30 |
| Lactear Tiro Federal | 81 - 69  | Central Argentino Olímpico | Vide Tealdi       | 12 de abril | 21:30 |
| Oberá TC             | 86 - 89  | Echagüe                    | Oberá Tenis Club  | 12 de abril | 21:30 |
| Salta Basket         | 72 - 75  | Unión (SF)                 | Delmi             | 12 de abril | 21:30 |
| Villa San Martín (R) | 81 - 69  | Hindú (R)                  | Villa San Martín  | 12 de abril | 21:30 |

### Conferencia sur
| Equipo | Equipo                               | Arranque | PJ | PG | PP | Pts  |
| ------ | ------------------------------------ | -------- | -- | -- | -- | ---- |
| 1.°    | Platense                             | 11,0     | 26 | 22 | 4  | 59,0 |
| 2.°    | Estudiantes (Olavarría)              | 11,5     | 26 | 18 | 8  | 55,5 |
| 3.°    | Racing (Chivilcoy)1                  | 11,0     | 26 | 16 | 10 | 53,0 |
| 4.°    | Deportivo Viedma1                    | 12,0     | 26 | 15 | 11 | 53,0 |
| 5.°    | Centro Español (Plottier)            | 10,0     | 26 | 16 | 10 | 52,0 |
| 6.°    | Atenas (Carmen de Patagones)         | 10,5     | 26 | 15 | 11 | 51,5 |
| 7.°    | Rivadavia (Mendoza)                  | 11,0     | 26 | 12 | 14 | 49,0 |
| 8.°    | Tomás de Rocamora                    | 12,5     | 26 | 10 | 16 | 48,5 |
| 9.°    | Del Progreso2                        | 9,5      | 26 | 12 | 14 | 47,5 |
| 10.°   | Parque Sur2                          | 9,5      | 26 | 12 | 14 | 47,5 |
| 11.°   | Ciclista Juninense                   | 10,0     | 26 | 10 | 16 | 46,0 |
| 12.°   | Gimnasia (La Plata)                  | 8,5      | 26 | 11 | 15 | 45,5 |
| 13.°   | La Unión (Colón)3                    | 10,0     | 26 | 6  | 20 | 42,0 |
| 14.°   | Petrolero Argentino (Plaza Huincul)3 | 10,0     | 26 | 7  | 18 | 42,0 |

|  | Avanza a los cuartos de final de conferencia. |
|  | Avanza a la fase previa de conferencia.       |

1: El desempate entre Racing de Chivilcoy y Deportivo Viedma se definió por los encuentros disputados entre ellos. Como Racing marcó más puntos que el equipo de Viedma, lo supera en la tabla. Los partidos fueron 74 a 72 en Río Negro y 75 a 73 en Buenos Aires.
2: El desempate entre Del Progreso y Parque Sur se definió por los encuentros disputados entre ellos. Del Progreso ganó ambos, 85 a 72 como local y 70 a 64 como visitante.
3: El desempate entre La Unión de Colón y Petrolero Argentino se definió por los encuentros disputados entre ellos. Como La Unión marcó más puntos supera al equipo de Plaza Huincul. Los Partidos fueron 84 a 59 en Entre Ríos y 80 a 71 en Neuquén.
| Rivadavia (M)      | 76 - 75   | Deportivo Viedma   | Leopoldo Brozovix       | 15 de diciembre | 21:00 |
| Atenas (CdP)       | 99 - 56   | Centro Español     | Carmelo Trípodi Calá    | 17 de diciembre | 21:30 |
| Gimnasia (LP)      | 88 - 82   | Centro Español     | Polideportivo           | 17 de diciembre | 21:30 |
| Parque Sur         | 78 - 76   | Petrolero (PH)     | Parque Sur              | 17 de diciembre | 21:30 |
| Racing (Chivilcoy) | 84 - 80   | Del Progreso       | Oscar y Alfredo Barca   | 17 de diciembre | 21:30 |
| Deportivo Viedma   | 76 - 56   | La Unión (C)       | Ángel Cayetano Arias    | 18 de diciembre | 21:30 |
| Platense           | 92 - 74   | Centro Español     | Ciudad de Vicente López | 19 de diciembre | 21:00 |
| Ciclista Juninense | 89 - 95   | Del Progreso       | Raúl "Chuni" Merlo      | 19 de diciembre | 21:30 |
| Tomás de Rocamora  | 94 - 69   | Petrolero (PH)     | Julio César Paccagnella | 19 de diciembre | 21:30 |
| Atenas (CdP)       | 108 - 115 | Estudiantes (O)    | Carmelo Trípodi Calá    | 20 de diciembre | 21:30 |
| Gimnasia (LP)      | 90 - 83   | Rivadavia (M)      | Polideportivo           | 20 de diciembre | 21:30 |
| Ciclista Juninense | 71 - 67   | Racing (Chivilcoy) | Raúl "Chuni" Merlo      | 21 de diciembre | 21:30 |
| Deportivo Viedma   | 83 - 78   | Estudiantes (O)    | Ángel Cayetano Arias    | 21 de diciembre | 21:30 |
| La Unión (C)       | 84 - 59   | Petrolero (PH)     | Carlos Delasoie         | 21 de diciembre | 21:30 |
| Platense           | 79 - 59   | Rivadavia (M)      | Ciudad de Vicente López | 22 de diciembre | 21:00 |
| Parque Sur         | 88 - 71   | Tomás de Rocamora  | Parque Sur              | 22 de diciembre | 22:00 |

| 23/12 al 9/1, semanas de receso. |
| -------------------------------- |

| Del Progreso       | 80 - 76  | Platense           | Del Progreso            | 10 de enero | 21:30 |
| Centro Español (P) | 78 - 82  | Platense           | El Templo               | 11 de enero | 21:30 |
| Estudiantes (O)    | 97 - 90  | Atenas (CdP)       | Parque Carlos Guerrero  | 12 de enero | 20:30 |
| Rivadavia (M)      | 70 - 65  | Racing (Chivilcoy) | Leopoldo Brozovix       | 12 de enero | 21:00 |
| Del Progreso       | 82 - 75  | Tomás de Rocamora  | Del Progreso            | 12 de enero | 21:30 |
| Ciclista Juninense | 87 - 73  | Parque Sur         | Raúl "Chuni" Merlo      | 13 de enero | 21:00 |
| Centro Español (P) | 76 - 78  | Tomás de Rocamora  | El Templo               | 13 de enero | 21:30 |
| La Unión (C)       | 78 - 77  | Gimnasia (LP)      | Carlos Delasoie         | 13 de enero | 21:30 |
| Petrolero (PH)     | 76 - 82  | Platense           | General Enrique Mosconi | 13 de enero | 21:30 |
| Estudiantes (O)    | 102 - 86 | Deportivo Viedma   | Parque Carlos Guerrero  | 14 de enero | 21:30 |
| Petrolero (PH)     | 76 - 70  | Tomás de Rocamora  | General Enrique Mosconi | 15 de enero | 21:30 |
| Racing (Chivilcoy) | 84 - 68  | Parque Sur         | Oscar y Alfredo Barca   | 15 de enero | 21:30 |
| Centro Español (P) | 91 - 66  | Del Progreso       | El Templo               | 17 de enero | 21:30 |
| Deportivo Viedma   | 82 - 65  | Atenas (CdP)       | Ángel Cayetano Arias    | 17 de enero | 21:30 |
| La Unión (C)       | 75 - 84  | Ciclista Juninense | Carlos Delasoie         | 17 de enero | 21:30 |
| Estudiantes (O)    | 91 - 83  | Gimnasia (LP)      | Parque Carlos Guerrero  | 19 de enero | 20:30 |
| Rivadavia (M)      | 69 - 71  | Petrolero (PH)     | Leopoldo Brozovix       | 19 de enero | 21:00 |
| Del Progreso       | 83 - 96  | Centro Español (P) | Del Progreso            | 20 de enero | 21:30 |
| La Unión (C)       | 73 - 76  | Deportivo Viedma   | Carlos Delasoie         | 20 de enero | 21:30 |

| Platense           | 82 - 67  | Atenas (CdP)       | Ciudad de Vicente López | 21 de enero | 21:00 |
| Rivadavia (M)      | 84 - 81  | Parque Sur         | Leopoldo Brozovix       | 21 de enero | 21:30 |
| Racing (Chivilcoy) | 73 - 56  | Ciclista Juninense | Raúl y Alfredo Barca    | 22 de enero | 21:30 |
| Tomás de Rocamora  | 74 - 63  | Deportivo Viedma   | Julio César Paccagnella | 22 de enero | 21:30 |
| Gimnasia (LP)      | 81 - 77  | Atenas (CdP)       | Polideportivo           | 23 de enero | 21:30 |
| Petrolero (PH)     | 80 - 71  | La Unión (C)       | General Enrique Mosconi | 23 de enero | 22:00 |
| Parque Sur         | 103 - 95 | Deportivo Viedma   | Parque Sur              | 24 de enero | 21:30 |
| Platense           | 78 - 44  | Tomás de Rocamora  | Ciudad de Vicente López | 25 de enero | 21:00 |
| Centro Español (P) | 103 - 72 | La Unión (C)       | El Templo               | 25 de enero | 22:00 |
| Del Progreso       | 92 - 84  | La Unión (C)       | Del Progreso            | 26 de enero | 21:30 |
| Gimnasia (LP)      | 80 - 86  | Racing (Chivilcoy) | Polideportivo           | 27 de enero | 21:00 |
| Tomás de Rocamora  | 85 - 81  | Ciclista Juninense | Julio César Paccagnella | 27 de enero | 21:00 |

| Atenas (CdP)       | 77 - 87 | Platense           | Carmelo Trípodi Calá    | 28 de enero  | 21:30 |
| Del Progreso       | 90 - 66 | Estudiantes (O)    | Del Progreso            | 28 de enero  | 21:30 |
| Parque Sur         | 71 - 53 | Rivadavia (M)      | Parque Sur              | 28 de enero  | 21:30 |
| Centro Español (P) | 84 - 60 | Estudiantes (O)    | El Templo               | 29 de enero  | 22:00 |
| Deportivo Viedma   | 72 - 83 | Platense           | Ángel Cayetano Arias    | 30 de enero  | 21:30 |
| Tomás de Rocamora  | 64 - 67 | Rivadavia (M)      | Julio Paccagnella       | 30 de enero  | 21:30 |
| Atenas (CdP)       | 82 - 79 | Gimnasia (LP)      | Carmelo Trípodi Calá    | 31 de enero  | 21:30 |
| Petrolero (PH)     | 76 - 73 | Estudiantes (O)    | Enrique Mosconi         | 31 de enero  | 22:00 |
| Ciclista Juninense | 74 - 88 | Centro Español (P) | Raúl "Chuni" Merlo      | 1 de febrero | 21:30 |
| Deportivo Viedma   | 95 - 87 | Gimnasia (LP)      | Ángel Cayetano Arias    | 1 de febrero | 21:30 |
| La Unión (C)       | 84 - 57 | Rivadavia (M)      | Carlos Delasoie         | 1 de febrero | 21:30 |
| Platense           | 88 - 71 | Parque Sur         | Ciudad de Vicente López | 2 de febrero | 21:00 |
| Racing (Chivilcoy) | 81 - 71 | Centro Español (P) | Raúl y Alfredo Barca    | 3 de febrero | 21:30 |

| Platense           | 84 - 77 | Petrolero (PH)     | Ciudad de Vicente López | 4 de febrero | 21:00 |
| Rivadavia (M)      | 63 - 60 | Del Progreso       | Leopoldo Brozovix       | 4 de febrero | 21:00 |
| Gimnasia (LP)      | 97 - 89 | Parque Sur         | Polideportivo           | 4 de febrero | 21:30 |
| Atenas (CdP)       | 76 - 72 | Tomás de Rocamora  | Carmelo Trípodi Calá    | 5 de febrero | 21:30 |
| Estudiantes (O)    | 95 - 79 | Centro Español (P) | Parque Carlos Guerrero  | 5 de febrero | 21:30 |
| Gimnasia (LP)      | 75 - 76 | Petrolero (PH)     | Polideportivo           | 6 de febrero | 21:30 |
| Del Progreso       | 86 - 89 | Racing (Chivilcoy) | Del Progreso            | 7 de febrero | 21:30 |
| Deportivo Viedma   | 80 - 66 | Tomás de Rocamora  | Ángel Cayetano Arias    | 7 de febrero | 21:30 |
| Parque Sur         | 80 - 76 | La Unión (C)       | Parque Sur              | 7 de febrero | 21:30 |
| Rivadavia (M)      | 71 - 70 | Platense           | Leopoldo Brozovix       | 7 de febrero | 22:00 |
| Gimnasia (LP)      | 91 - 75 | Ciclista Juninense | Polideportivo           | 9 de febrero | 21:00 |
| Atenas (CdP)       | 94 - 88 | Deportivo Viedma   | Carmelo Trípodi Calá    | 9 de febrero | 21:30 |
| Centro Español (P) | 81 - 72 | Racing (Chivilcoy) | El Templo               | 9 de febrero | 22:00 |

| Del Progreso       | 85 - 72  | Parque Sur         | Del Progreso              | 11 de febrero | 21:30 |
| Petrolero (PH)     | 84 - 82  | Racing (Chivilcoy) | Municipal Enrique Mosconi | 11 de febrero | 21:30 |
| Platense           | 88 - 72  | Gimnasia (LP)      | Ciudad de Vicente López   | 12 de febrero | 21:00 |
| Ciclista Juninense | 74 - 87  | Atenas (CdP)       | Raúl "Chuni" Merlo        | 12 de febrero | 21:30 |
| Centro Español     | 76 - 68  | Parque Sur         | El Templo                 | 13 de febrero | 22:00 |
| Estudiantes (O)    | 89 - 74  | La Unión (C)       | Parque Carlos Guerrero    | 14 de febrero | 21:30 |
| Racing (Chivilcoy) | 100 - 89 | Atenas (CdP)       | Oscar y Alfredo Barca     | 14 de febrero | 21:30 |
| Petrolero (PH)     | 69 - 73  | Parque Sur         | Municipal Enrique Mosconi | 15 de febrero | 21:30 |
| Tomás de Rocamora  | 61 - 82  | Platense           | Julio César Paccagnella   | 15 de febrero | 21:30 |
| Centro Español (P) | 85 - 80  | Deportivo Viedma   | El Templo                 | 15 de febrero | 22:00 |
| Estudiantes (O)    | 84 - 80  | Rivadavia (M)      | Parque Carlos Guerrero    | 16 de febrero | 21:00 |
| Racing (Chivilcoy) | 64 - 75  | La Unión (C)       | Oscar y Alfredo Barca     | 16 de febrero | 21:30 |
| Ciclista Juninense | 82 - 77  | La Unión (C)       | Raúl "Chuni" Merlo        | 17 de febrero | 21:00 |
| Gimnasia (LP)      | 94 - 87  | Del Progreso       | Víctor Nethol             | 17 de febrero | 21:00 |
| Petrolero (PH)     | 72 - 74  | Deportivo Viedma   | Municipal Enrique Mosconi | 17 de febrero | 21:30 |

| Racing (Chivilcoy) | 72 - 61 | Rivadavia (M)      | Oscar y Alfredo Barca   | 18 de febrero | 21:30 |
| Platense           | 87 - 72 | Del Progreso       | Ciudad de Vicente López | 19 de febrero | 21:00 |
| Ciclista Juninense | 69 - 53 | Rivadavia (M)      | Raúl "Chuni" Merlo      | 20 de febrero | 21:30 |
| Parque Sur         | 71 - 73 | Centro Español (P) | Parque Sur              | 20 de febrero | 21:30 |
| Atenas (CdP)       | 80 - 77 | Racing (Chivilcoy) | Carmelo Trípodi Calá    | 21 de febrero | 21:00 |
| Estudiantes (O)    | 90 - 66 | Petrolero (PH)     | Parque Carlos Guerrero  | 22 de febrero | 21:30 |
| Tomás de Rocamora  | 78 - 72 | Centro Español (P) | Julio César Paccagnella | 22 de febrero | 21:30 |
| Rivadavia (M)      | 87 - 77 | Gimnasia (LP)      | Leopoldo Brozovix       | 23 de febrero | 21:00 |
| Deportivo Viedma   | 74 - 72 | Racing (Chivilcoy) | Ángel Cayetano Arias    | 23 de febrero | 21:30 |
| Ciclista Juninense | 66 - 68 | Petrolero (PH)     | Raúl "Chuni" Merlo      | 24 de febrero | 20:00 |
| La Unión (C)       | 76 - 67 | Centro Español (P) | Carlos Delasoie         | 24 de febrero | 21:30 |

| Deportivo Viedma   | 73 - 71 | Rivadavia (M)      | Ángel Cayetano Arias    | 26 de febrero | 21:30 |
| Gimnasia (LP)      | 69 - 83 | Estudiantes (O)    | Víctor Nethol           | 26 de febrero | 21:30 |
| Racing (Chivilcoy) | 90 - 78 | Petrolero (PH)     | Oscar y Alfredo Barca   | 26 de febrero | 21:30 |
| Platense           | 88 - 87 | Estudiantes (O)    | Ciudad de Vicente López | 27 de febrero | 21:00 |
| Parque Sur         | 87 - 79 | Ciclista Juninense | Parque Sur              | 27 de febrero | 21:30 |
| Atenas (CdP)       | 68 - 58 | Rivadavia (M)      | Carmelo Trípodi Calá    | 28 de febrero | 21:30 |
| Tomás de Rocamora  | 77 - 81 | La Unión (C)       | Julio César Paccagnella | 28 de febrero | 21:30 |
| Platense           | 77 - 56 | Racing (Chivilcoy) | Ciudad de Vicente López | 1 de marzo    | 21:00 |
| Del Progreso       | 77 - 84 | Deportivo Viedma   | Del Progreso            | 1 de marzo    | 21:30 |
| Parque Sur         | 86 - 70 | Gimnasia (LP)      | Parque Sur              | 2 de marzo    | 22:00 |
| Estudiantes (O)    | 86 - 74 | Ciclista Juninense | Parque Carlos Guerrero  | 3 de marzo    | 20:30 |

| La Unión (C)       | 60 - 63 | Platense              | Carlos Delasoie         | 4 de marzo  | 21:30 |
| Rivadavia (M)      | 58 - 57 | Tomás de Rocamora (M) | Leopoldo Brozovix       | 4 de marzo  | 21:30 |
| Centro Español (P) | 81 - 80 | Atenas (CdP)          | El Templo               | 5 de marzo  | 22:00 |
| Platense           | 71 - 69 | La Unión (C)          | Ciudad de Vicente López | 7 de marzo  | 21:00 |
| Del Progreso       | 60 - 72 | Atenas (CdP)          | Del Progreso            | 7 de marzo  | 21:30 |
| Racing (Chivilcoy) | 89 - 60 | Estudiantes (O)       | Oscar y Alfredo Barca   | 7 de marzo  | 21:30 |
| Deportivo Viedma   | 92 - 63 | Petrolero (PH)        | Ángel Cayetano Arias    | 8 de marzo  | 21:30 |
| Tomás de Rocamora  | 85 - 87 | Parque Sur            | Julio César Paccagnella | 8 de marzo  | 21:30 |
| Ciclista Juninense | 79 - 73 | Gimnasia (LP)         | Raúl "Chuni" Merlo      | 10 de marzo | 21:00 |
| Rivadavia (M)      | 63 - 75 | Estudiantes (O)       | Leopoldo Brozovix       | 10 de marzo | 21:00 |
| Atenas (CdP)       | 87 - 77 | Petrolero (PH)        | Carmelo Trípodi Calá    | 10 de marzo | 21:30 |
| La Unión (C)       | 68 - 76 | Tomás de Rocamora     | Carlos Delasoie         | 10 de marzo | 21:30 |
| Racing (Chivilcoy) | 65 - 79 | Platense              | Oscar y Alfredo Barca   | 10 de marzo | 21:30 |

| La Unión (C)      | 73 - 88 | Del Progreso       | Carlos Delasoie         | 12 de marzo | 21:30 |
| Centro Español    | 85 - 82 | Petrolero (PH)     | El Templo               | 13 de marzo | 21:00 |
| Deportivo Viedma  | 98 - 81 | Ciclista Juninense | Ángel Cayetano Arias    | 14 de marzo | 21:30 |
| Parque Sur        | 64 - 70 | Del Progreso       | Parque Sur              | 14 de marzo | 21:30 |
| Estudiantes (O)   | 66 - 57 | Racing (Chivilcoy) | Parque Carlos Guerrero  | 14 de marzo | 21:30 |
| Petrolero (PH)    | 52 - 78 | Rivadavia (M)      | General Enrique Mosconi | 15 de marzo | 21:30 |
| Gimnasia (LP)     | 84 - 68 | Platense           | Polideportivo           | 16 de marzo | 21:00 |
| Atenas (CdP)      | 78 - 68 | Ciclista Juninense | Carmelo Trípodi Calá    | 16 de marzo | 21:30 |
| Tomás de Rocamora | 88 - 75 | Del Progreso       | Julio César Paccagnella | 16 de marzo | 21:30 |
| Centro Español    | 79 - 76 | Rivadavia (M)      | El Templo               | 17 de marzo | 21:00 |
| Parque Sur        | 72 - 82 | Estudiantes (O)    | Parque Sur              | 17 de marzo | 21:00 |

| Tomás de Rocamora  | 79 - 71  | Estudiantes (O)    | Julio César Paccagnella | 18 de marzo | 21:30 |
| Del Progreso       | 67 - 65  | Rivadavia (M)      | Del Progreso            | 19 de marzo | 21:30 |
| Racing (Chivilcoy) | 108 - 66 | Gimnasia (LP)      | Oscar y Alfredo Barca   | 19 de marzo | 21:30 |
| Platense           | 90 - 79  | Ciclista Juninense | Ciudad de Vicente López | 20 de marzo | 21:00 |
| Deportivo Viedma   | 84 - 90  | Parque Sur         | Ángel Cayetano Arias    | 20 de marzo | 21:30 |
| La Unión (C)       | 78 - 79  | Estudiantes (O)    | Carlos Delasoie         | 20 de marzo | 21:30 |
| Atenas (CdP)       | 84 - 51  | Parque Sur         | Carmelo Trípodi Calá    | 22 de marzo | 21:30 |
| Del Progreso       | 105 - 90 | Petrolero (PH)     | Del Progreso            | 22 de marzo | 21:30 |
| Gimnasia (LP)      | 88 - 76  | La Unión (C)       | Polideportivo           | 23 de marzo | 21:00 |
| Deportivo Viedma   | 85 - 81  | Centro Español     | Ángel Cayetano Arias    | 23 de marzo | 21:30 |
| Racing (Chivilcoy) | 93 - 90  | Tomás de Rocamora  | Oscar y Alfredo Barca   | 23 de marzo | 21:30 |
| Ciclista Juninense | 77 - 72  | Tomás de Rocamora  | Raúl "Chuni" Merlo      | 24 de marzo | 21:00 |
| Petrolero (PH)     | 72 - 81  | Del Progreso       | General Enrique Mosconi | 24 de marzo | 21:30 |

| Atenas (CdP)       | 92 - 72 | Centro Español (P) | Carmelo Trípodi Calá    | 25 de marzo | 21:30 |
| Rivadavia (M)      | 98 - 92 | La Unión (C)       | Leopoldo Brozovix       | 25 de marzo | 21:30 |
| Ciclista Juninense | 80 - 79 | Deportivo Viedma   | Raúl "Chuni" Merlo      | 27 de marzo | 21:30 |
| Del Progreso       | 83 - 93 | Gimnasia (LP)      | Del Progreso            | 27 de marzo | 21:30 |
| Estudiates (O)     | 70 - 63 | Platense           | Parque Carlos Guerrero  | 27 de marzo | 21:30 |
| Centro Español (P) | 85 - 76 | Gimnasia (LP)      | El Templo               | 28 de marzo | 21:00 |
| Parque Sur         | 84 - 78 | Atenas (CdP)       | Parque Sur              | 28 de marzo | 21:30 |
| Racing (Chivilcoy) | 75 - 73 | Deportivo Viedma   | Oscar y Alfredo Barca   | 29 de marzo | 21:30 |
| Rivadavia (M)      | 82 - 62 | Ciclista Juninense | Leopoldo Brozovix       | 30 de marzo | 21:00 |
| Petrolero (PH)     | 67 - 72 | Gimnasia (LP)      | General Enrique Mosconi | 30 de marzo | 21:30 |
| Tomás de Rocamora  | 73 - 54 | Atenas (CdP)       | Julio César Paccagnella | 30 de marzo | 21:30 |
| Estudiantes (O)    | 89 - 62 | Parque Sur         | Parque Carlos Guerrero  | 31 de marzo | 20:30 |

| La Unión (C)       | 65 - 78  | Atenas (CdP)       | Carlos Delasoie         | 1 de abril | 21:30 |
| Ciclista Juninense | 54 - 72  | Platense           | Raúl "Chuni" Merlo      | 2 de abril | 21:30 |
| Petrolero (PH)     | 69 - 71  | Centro Español (P) | General Enrique Moscobi | 3 de abril | 21:00 |
| Deportivo Viedma   | 88 - 82  | Del Progreso       | Ángel Cayetano Arias    | 3 de abril | 21:30 |
| Tomás de Rocamora  | 82 - 67  | Gimnasia (LP)      | Julio Cesar Paccagnella | 3 de abril | 21:30 |
| La Unión (C)       | 66 - 75  | Parque Sur         | Carlos Delasoie         | 4 de abril | 21:30 |
| Atenas (CdP)       | 86 - 81  | Del Progreso       | Carmelo Trípopdi Calá   | 5 de abril | 21:30 |
| Petrolero (PH)     | 76 - 83  | Ciclista Juninense | General Enrique Moscobi | 6 de abril | 21:30 |
| Tomás de Rocamora  | 59 - 72  | Racing (Chivilcoy) | Julio César Pacagnella  | 6 de abril | 21:30 |
| Estudiantes (O)    | 106 - 81 | Del Progreso       | Parque Carlos Guerrero  | 7 de abril | 20:30 |

| Centro Español (P) | 102 - 76 | Ciclista Juninense | El Templo               | 8 de abril  | 21:00 |
| Platense           | 60 - 53  | Deportivo Viedma   | Ciudad de Vicente López | 8 de abril  | 21:00 |
| Gimnasia (LP)      | 64 - 58  | Tomás de Rocamora  | Polideportivo           | 8 de abril  | 21:30 |
| Parque Sur         | 70 - 92  | Racing (Chivilcoy) | Parque Sur              | 8 de abril  | 21:30 |
| Rivadavia (M)      | 76 - 71  | Atenas (CdP)       | Leopoldo Brozovix       | 8 de abril  | 21:30 |
| Estudiantes (O)    | 81 - 73  | Tomás de Rocamora  | Parque Carlos Guerrero  | 10 de abril | 21:30 |
| La Unión (C)       | 75 - 83  | Racing (Chivilcoy) | Carlos Delasoie         | 10 de abril | 21:30 |
| Parque Sur         | 68 - 75  | Platense           | Parque Sur              | 10 de abril | 21:30 |
| Gimnasia (LP)      | 72 - 75  | Deportivo Viedma   | Polideportivo           | 10 de abril | 21:30 |
| Del Progreso       | 94 - 87  | Ciclista Juninense | Del Progreso            | 10 de abril | 21:30 |
| Rivadavia (M)      | 79 - 82  | Centro Español (P) | Leopoldo Brozovix       | 10 de abril | 21:30 |
| Petrolero (PH)     | 53 - 72  | Atenas (CdP)       | General Enrique Moscobi | 10 de abril | 21:30 |

## Tercera fase; play-offs

### Cuadro
|  | Reclasificación | Reclasificación      | Reclasificación            |                            |   | Cuartos de conferencia | Cuartos de conferencia | Cuartos de conferencia |  |    | Semis de conferencia | Semis de conferencia | Semis de conferencia |  |    | Finales de conferencia | Finales de conferencia | Finales de conferencia |  |    | Final nacional | Final nacional | Final nacional |  |
|  |                 |                      |                            |                            |   |                        |                        |                        |  |    |                      |                      |                      |  |    |                        |                        |                        |  |    |                |                |                |  |
|  |                 |                      |                            |                            |   |                        |                        |                        |  |    |                      |                      |                      |  |    |                        |                        |                        |  |    |                |                |                |  |
|  |                 |                      |                            |                            |   |                        |                        |                        |  |    |                      |                      |                      |  |    |                        |                        |                        |  |    |                |                |                |  |
|  |                 |                      |                            |                            |   |                        |                        |                        |  |    |                      |                      |                      |  |    |                        |                        |                        |  |    |                |                |                |  |
|  |                 |                      |                            |                            |   |                        |                        |                        |  |    |                      |                      |                      |  |    |                        |                        |                        |  |    |                |                |                |  |
|  |                 | 1N                   | San Isidro (SF)            | 3                          |   |                        |                        |                        |  |    |                      |                      |                      |  |    |                        |                        |                        |  |    |                |                |                |  |
|  |                 |                      |                            | 3                          |   |                        |                        |                        |  |    |                      |                      |                      |  |    |                        |                        |                        |  |    |                |                |                |  |
|  |                 |                      | 10N                        | Oberá TC                   | 2 |                        |                        |                        |  |    |                      |                      |                      |  |    |                        |                        |                        |  |    |                |                |                |  |
|  | 7N              | Villa San Martín (R) | 10N                        | Oberá TC                   | 2 | 2                      |                        |                        |  |    |                      |                      |                      |  |    |                        |                        |                        |  |    |                |                |                |  |
|  | 7N              | Villa San Martín (R) |                            |                            |   |                        |                        |                        |  |    |                      |                      |                      |  |    |                        |                        |                        |  |    |                |                |                |  |
|  | 10N             | Oberá TC             | 3                          |                            |   |                        |                        |                        |  |    |                      |                      |                      |  |    |                        |                        |                        |  |    |                |                |                |  |
|  | 10N             | Oberá TC             | 3                          |                            |   |                        |                        |                        |  | 1N | San Isidro (SF)      | 3                    |                      |  |    |                        |                        |                        |  |    |                |                |                |  |
|  |                 |                      |                            |                            |   |                        |                        |                        |  | 1N | San Isidro (SF)      | 3                    |                      |  |    |                        |                        |                        |  |    |                |                |                |  |
|  |                 |                      | 4N                         | Hindú (R)                  | 2 |                        |                        |                        |  |    |                      |                      |                      |  |    |                        |                        |                        |  |    |                |                |                |  |
|  |                 |                      | 4N                         | Hindú (R)                  | 2 |                        |                        |                        |  |    |                      |                      |                      |  |    |                        |                        |                        |  |    |                |                |                |  |
|  |                 |                      |                            |                            |   |                        |                        |                        |  |    |                      |                      |                      |  |    |                        |                        |                        |  |    |                |                |                |  |
|  |                 |                      |                            |                            |   |                        |                        |                        |  |    |                      |                      |                      |  |    |                        |                        |                        |  |    |                |                |                |  |
|  |                 | 4N                   | Hindú (R)                  | 3                          |   |                        |                        |                        |  |    |                      |                      |                      |  |    |                        |                        |                        |  |    |                |                |                |  |
|  |                 |                      |                            | 3                          |   |                        |                        |                        |  |    |                      |                      |                      |  |    |                        |                        |                        |  |    |                |                |                |  |
|  |                 |                      | 5N                         | Salta Basket               | 1 |                        |                        |                        |  |    |                      |                      |                      |  |    |                        |                        |                        |  |    |                |                |                |  |
|  | 5N              | Salta Basket         | 5N                         | Salta Basket               | 1 | 3                      |                        |                        |  |    |                      |                      |                      |  |    |                        |                        |                        |  |    |                |                |                |  |
|  | 5N              | Salta Basket         |                            |                            |   |                        |                        |                        |  |    |                      |                      |                      |  |    |                        |                        |                        |  |    |                |                |                |  |
|  | 12N             | Lactear Tiro Federal | 1                          |                            |   |                        |                        |                        |  |    |                      |                      |                      |  |    |                        |                        |                        |  |    |                |                |                |  |
|  | 12N             | Lactear Tiro Federal | 1                          |                            |   |                        |                        |                        |  |    |                      |                      |                      |  | 1N | San Isidro (SF)        | 3                      |                        |  |    |                |                |                |  |
|  |                 |                      |                            |                            |   |                        |                        |                        |  |    |                      |                      |                      |  | 1N | San Isidro (SF)        | 3                      |                        |  |    |                |                |                |  |
|  |                 |                      | 2N                         | Barrio Parque              | 2 |                        |                        |                        |  |    |                      |                      |                      |  |    |                        |                        |                        |  |    |                |                |                |  |
|  |                 |                      | 2N                         | Barrio Parque              | 2 |                        |                        |                        |  |    |                      |                      |                      |  |    |                        |                        |                        |  |    |                |                |                |  |
|  |                 |                      |                            |                            |   |                        |                        |                        |  |    |                      |                      |                      |  |    |                        |                        |                        |  |    |                |                |                |  |
|  |                 |                      |                            |                            |   |                        |                        |                        |  |    |                      |                      |                      |  |    |                        |                        |                        |  |    |                |                |                |  |
|  |                 | 2N                   | Barrio Parque              | 3                          |   |                        |                        |                        |  |    |                      |                      |                      |  |    |                        |                        |                        |  |    |                |                |                |  |
|  |                 |                      |                            | 3                          |   |                        |                        |                        |  |    |                      |                      |                      |  |    |                        |                        |                        |  |    |                |                |                |  |
|  |                 |                      | 8N                         | Deportivo Norte (A)        | 1 |                        |                        |                        |  |    |                      |                      |                      |  |    |                        |                        |                        |  |    |                |                |                |  |
|  | 8N              | Deportivo Norte (A)  | 8N                         | Deportivo Norte (A)        | 1 | 3                      |                        |                        |  |    |                      |                      |                      |  |    |                        |                        |                        |  |    |                |                |                |  |
|  | 8N              | Deportivo Norte (A)  |                            |                            |   |                        |                        |                        |  |    |                      |                      |                      |  |    |                        |                        |                        |  |    |                |                |                |  |
|  | 9N              | Ameghino (VM)        | 1                          |                            |   |                        |                        |                        |  |    |                      |                      |                      |  |    |                        |                        |                        |  |    |                |                |                |  |
|  | 9N              | Ameghino (VM)        | 1                          |                            |   |                        |                        |                        |  | 2N | Barrio Parque        | 3                    |                      |  |    |                        |                        |                        |  |    |                |                |                |  |
|  |                 |                      |                            |                            |   |                        |                        |                        |  | 2N | Barrio Parque        | 3                    |                      |  |    |                        |                        |                        |  |    |                |                |                |  |
|  |                 |                      | 3N                         | Central Argentino Olímpico | 1 |                        |                        |                        |  |    |                      |                      |                      |  |    |                        |                        |                        |  |    |                |                |                |  |
|  |                 |                      | 3N                         | Central Argentino Olímpico | 1 |                        |                        |                        |  |    |                      |                      |                      |  |    |                        |                        |                        |  |    |                |                |                |  |
|  |                 |                      |                            |                            |   |                        |                        |                        |  |    |                      |                      |                      |  |    |                        |                        |                        |  |    |                |                |                |  |
|  |                 |                      |                            |                            |   |                        |                        |                        |  |    |                      |                      |                      |  |    |                        |                        |                        |  |    |                |                |                |  |
|  |                 | 3N                   | Central Argentino Olímpico | 3                          |   |                        |                        |                        |  |    |                      |                      |                      |  |    |                        |                        |                        |  |    |                |                |                |  |
|  |                 |                      |                            | 3                          |   |                        |                        |                        |  |    |                      |                      |                      |  |    |                        |                        |                        |  |    |                |                |                |  |
|  |                 |                      | 6N                         | Unión (SF)                 | 2 |                        |                        |                        |  |    |                      |                      |                      |  |    |                        |                        |                        |  |    |                |                |                |  |
|  | 6N              | Unión (SF)           | 6N                         | Unión (SF)                 | 2 | 3                      |                        |                        |  |    |                      |                      |                      |  |    |                        |                        |                        |  |    |                |                |                |  |
|  | 6N              | Unión (SF)           |                            |                            |   |                        |                        |                        |  |    |                      |                      |                      |  |    |                        |                        |                        |  |    |                |                |                |  |
|  | 11N             | Independiente BBC    | 1                          |                            |   |                        |                        |                        |  |    |                      |                      |                      |  |    |                        |                        |                        |  |    |                |                |                |  |
|  | 11N             | Independiente BBC    | 1                          |                            |   |                        |                        |                        |  |    |                      |                      |                      |  |    |                        |                        |                        |  | 1S | Platense       | 3              |                |  |
|  |                 |                      |                            |                            |   |                        |                        |                        |  |    |                      |                      |                      |  |    |                        |                        |                        |  | 1S | Platense       | 3              |                |  |
|  |                 |                      | 1N                         | San Isidro (SF)            | 2 |                        |                        |                        |  |    |                      |                      |                      |  |    |                        |                        |                        |  |    |                |                |                |  |
|  |                 |                      | 1N                         | San Isidro (SF)            | 2 |                        |                        |                        |  |    |                      |                      |                      |  |    |                        |                        |                        |  |    |                |                |                |  |
|  |                 |                      |                            |                            |   |                        |                        |                        |  |    |                      |                      |                      |  |    |                        |                        |                        |  |    |                |                |                |  |
|  |                 |                      |                            |                            |   |                        |                        |                        |  |    |                      |                      |                      |  |    |                        |                        |                        |  |    |                |                |                |  |
|  |                 | 1S                   | Platense                   | 3                          |   |                        |                        |                        |  |    |                      |                      |                      |  |    |                        |                        |                        |  |    |                |                |                |  |
|  |                 |                      |                            | 3                          |   |                        |                        |                        |  |    |                      |                      |                      |  |    |                        |                        |                        |  |    |                |                |                |  |
|  |                 |                      | 8S                         | Tomás de Rocamora          | 1 |                        |                        |                        |  |    |                      |                      |                      |  |    |                        |                        |                        |  |    |                |                |                |  |
|  | 8S              | Tomás de Rocamora    | 8S                         | Tomás de Rocamora          | 1 | 3                      |                        |                        |  |    |                      |                      |                      |  |    |                        |                        |                        |  |    |                |                |                |  |
|  | 8S              | Tomás de Rocamora    |                            |                            |   |                        |                        |                        |  |    |                      |                      |                      |  |    |                        |                        |                        |  |    |                |                |                |  |
|  | 9S              | Del Progreso         | 0                          |                            |   |                        |                        |                        |  |    |                      |                      |                      |  |    |                        |                        |                        |  |    |                |                |                |  |
|  | 9S              | Del Progreso         | 0                          |                            |   |                        |                        |                        |  | 1S | Platense             | 3                    |                      |  |    |                        |                        |                        |  |    |                |                |                |  |
|  |                 |                      |                            |                            |   |                        |                        |                        |  | 1S | Platense             | 3                    |                      |  |    |                        |                        |                        |  |    |                |                |                |  |
|  |                 |                      | 4S                         | Deportivo Viedma           | 1 |                        |                        |                        |  |    |                      |                      |                      |  |    |                        |                        |                        |  |    |                |                |                |  |
|  |                 |                      | 4S                         | Deportivo Viedma           | 1 |                        |                        |                        |  |    |                      |                      |                      |  |    |                        |                        |                        |  |    |                |                |                |  |
|  |                 |                      |                            |                            |   |                        |                        |                        |  |    |                      |                      |                      |  |    |                        |                        |                        |  |    |                |                |                |  |
|  |                 |                      |                            |                            |   |                        |                        |                        |  |    |                      |                      |                      |  |    |                        |                        |                        |  |    |                |                |                |  |
|  |                 | 4S                   | Deportivo Viedma           | 3                          |   |                        |                        |                        |  |    |                      |                      |                      |  |    |                        |                        |                        |  |    |                |                |                |  |
|  |                 |                      |                            | 3                          |   |                        |                        |                        |  |    |                      |                      |                      |  |    |                        |                        |                        |  |    |                |                |                |  |
|  |                 |                      | 5S                         | Centro Español (P)         | 2 |                        |                        |                        |  |    |                      |                      |                      |  |    |                        |                        |                        |  |    |                |                |                |  |
|  | 5S              | Centro Español (P)   | 5S                         | Centro Español (P)         | 2 | 3                      |                        |                        |  |    |                      |                      |                      |  |    |                        |                        |                        |  |    |                |                |                |  |
|  | 5S              | Centro Español (P)   |                            |                            |   |                        |                        |                        |  |    |                      |                      |                      |  |    |                        |                        |                        |  |    |                |                |                |  |
|  | 12S             | Gimnasia (LP)        | 0                          |                            |   |                        |                        |                        |  |    |                      |                      |                      |  |    |                        |                        |                        |  |    |                |                |                |  |
|  | 12S             | Gimnasia (LP)        | 0                          |                            |   |                        |                        |                        |  |    |                      |                      |                      |  | 1S | Platense               | 3                      |                        |  |    |                |                |                |  |
|  |                 |                      |                            |                            |   |                        |                        |                        |  |    |                      |                      |                      |  | 1S | Platense               | 3                      |                        |  |    |                |                |                |  |
|  |                 |                      | 6S                         | Atenas (CdP)               | 1 |                        |                        |                        |  |    |                      |                      |                      |  |    |                        |                        |                        |  |    |                |                |                |  |
|  |                 |                      | 6S                         | Atenas (CdP)               | 1 |                        |                        |                        |  |    |                      |                      |                      |  |    |                        |                        |                        |  |    |                |                |                |  |
|  |                 |                      |                            |                            |   |                        |                        |                        |  |    |                      |                      |                      |  |    |                        |                        |                        |  |    |                |                |                |  |
|  |                 |                      |                            |                            |   |                        |                        |                        |  |    |                      |                      |                      |  |    |                        |                        |                        |  |    |                |                |                |  |
|  |                 | 2S                   | Estudiantes (O)            | 3                          |   |                        |                        |                        |  |    |                      |                      |                      |  |    |                        |                        |                        |  |    |                |                |                |  |
|  |                 |                      |                            | 3                          |   |                        |                        |                        |  |    |                      |                      |                      |  |    |                        |                        |                        |  |    |                |                |                |  |
|  |                 |                      | 7S                         | Rivadavia (M)              | 1 |                        |                        |                        |  |    |                      |                      |                      |  |    |                        |                        |                        |  |    |                |                |                |  |
|  | 7S              | Rivadavia (M)        | 7S                         | Rivadavia (M)              | 1 | 3                      |                        |                        |  |    |                      |                      |                      |  |    |                        |                        |                        |  |    |                |                |                |  |
|  | 7S              | Rivadavia (M)        |                            |                            |   |                        |                        |                        |  |    |                      |                      |                      |  |    |                        |                        |                        |  |    |                |                |                |  |
|  | 10S             | Parque Sur           | 1                          |                            |   |                        |                        |                        |  |    |                      |                      |                      |  |    |                        |                        |                        |  |    |                |                |                |  |
|  | 10S             | Parque Sur           | 1                          |                            |   |                        |                        |                        |  | 2S | Estudiantes (O)      | 1                    |                      |  |    |                        |                        |                        |  |    |                |                |                |  |
|  |                 |                      |                            |                            |   |                        |                        |                        |  | 2S | Estudiantes (O)      | 1                    |                      |  |    |                        |                        |                        |  |    |                |                |                |  |
|  |                 |                      | 6S                         | Atenas (CdP)               | 3 |                        |                        |                        |  |    |                      |                      |                      |  |    |                        |                        |                        |  |    |                |                |                |  |
|  |                 |                      | 6S                         | Atenas (CdP)               | 3 |                        |                        |                        |  |    |                      |                      |                      |  |    |                        |                        |                        |  |    |                |                |                |  |
|  |                 |                      |                            |                            |   |                        |                        |                        |  |    |                      |                      |                      |  |    |                        |                        |                        |  |    |                |                |                |  |
|  |                 |                      |                            |                            |   |                        |                        |                        |  |    |                      |                      |                      |  |    |                        |                        |                        |  |    |                |                |                |  |
|  |                 | 3S                   | Racing (Chivilcoy)         | 1                          |   |                        |                        |                        |  |    |                      |                      |                      |  |    |                        |                        |                        |  |    |                |                |                |  |
|  |                 |                      |                            | 1                          |   |                        |                        |                        |  |    |                      |                      |                      |  |    |                        |                        |                        |  |    |                |                |                |  |
|  |                 |                      | 6S                         | Atenas (CdP)               | 3 |                        |                        |                        |  |    |                      |                      |                      |  |    |                        |                        |                        |  |    |                |                |                |  |
|  | 6S              | Atenas (CdP)         | 6S                         | Atenas (CdP)               | 3 | 3                      |                        |                        |  |    |                      |                      |                      |  |    |                        |                        |                        |  |    |                |                |                |  |
|  | 6S              | Atenas (CdP)         |                            |                            |   |                        |                        |                        |  |    |                      |                      |                      |  |    |                        |                        |                        |  |    |                |                |                |  |
|  | 11S             | Ciclista Juninense   | 0                          |                            |   |                        |                        |                        |  |    |                      |                      |                      |  |    |                        |                        |                        |  |    |                |                |                |  |
|  | 11S             | Ciclista Juninense   | 0                          |                            |   |                        |                        |                        |  |    |                      |                      |                      |  |    |                        |                        |                        |  |    |                |                |                |  |
|  |                 |                      |                            |                            |   |                        |                        |                        |  |    |                      |                      |                      |  |    |                        |                        |                        |  |    |                |                |                |  |

El equipo que figura en la primera línea es quien obtuvo la ventaja de localía.

El resultado que figura al lado de cada equipo es la sumatoria de partidos ganados.

### Reclasificación en conferencia

#### Conferencia norte
Salta Basket - Lactear Tiro Federal
| 19 de abril, 21:30 | Salta Basket                                                       | 114–71               | Lactear Tiro Federal                                             | Salta                                                                                          |  |  |
|                    | Parciales: 24-20, 33-17, 28-22, 29-12                              |                      |                                                                  |                                                                                                |  |  |
|                    | Estadísticas Lisandro Rasio 18 Emilio Stucky 10 Federico Mariani 5 | Reporte Pts Reb Asts | Estadísticas 24 Agustín Acuña 4 Joaquín Giordana 6 Bruno Oprandi | Pabellón: Polideportivo Delmi Árbitros: * Alejandro Chiti * Sebastian Vasallo * Carlos Montoya |  |  |
| Serie: 1 - 0       |                                                                    |                      |                                                                  |                                                                                                |  |  |
|                    |                                                                    |                      |                                                                  |                                                                                                |  |  |

| 26 de abril, 21:30 | Lactear Tiro Federal                                             | 70–80                | Salta Basket                                                    | Morteros                                                                                          |  |  |
|                    | Parciales: 17-26, 18-9, 25-24, 10-21                             |                      |                                                                 |                                                                                                   |  |  |
|                    | Estadísticas Bruno Oprandi 19 Gianluca Vismara 6 Bruno Oprandi 5 | Reporte Pts Reb Asts | Estadísticas 17 Lisandro Rasio 10 Lisandro Rasio 4 Scott Cutley | Pabellón: Estadio Vide Tealdi Árbitros: * Maximiliano Moral * Valentín Soldano * Oscar Martinetto |  |  |
| Serie: 1 - 3       |                                                                  |                      |                                                                 |                                                                                                   |  |  |
|                    |                                                                  |                      |                                                                 |                                                                                                   |  |  |

Unión (Santa Fe) - Independiente BBC
| 19 de abril, 21:00 | Unión (SF)                                                             | 92–80                | Independiente BBC                                                 | Santa Fe                                                                                              |  |  |
|                    | Parciales: 14-23, 22-20, 27-17, 29-20                                  |                      |                                                                   | |  |  |
|                    | Estadísticas Alejandro Zilli 27 Emiliano Correa 6 Patricio Rodríguez 7 | Reporte Pts Reb Asts | Estadísticas 21 Bruno Ingratta 9 Bruno Ingratta 9 Damián Palacios | Pabellón: Estadio Ángel Malvicino Árbitros: * Leonardo Barotto * Cristian Salguero * Andrés Barbarini |  |  |
| Serie: 1 - 0       |                                                                        |                      |                                                                   | |  |  |
|                    |                                                                        |                      |                                                                   | |  |  |

| 21 de abril, 21:30 | Unión (SF)                                                          | 87–86                | Independiente BBC                                             | Santa Fe                                                                                          |  |  |
|                    | Parciales: 18-18, 25-16, 25-27, 19-25                               |                      |                                                               |                                                                                                   |  |  |
|                    | Estadísticas Gastón Marozzi 19 Emiliano Correa 10 Emiliano Correa 4 | Reporte Pts Reb Asts | Estadísticas 24 Axel Weigand 6 Axel Weigand 7 Damián Palacios | Pabellón: Estadio Ángel Malvicino Árbitros: * Sergio Tarifeño * Alejandro Trias * Iván Andereggen |  |  |
| Serie: 2 - 0       |                                                                     |                      |                                                               |                                                                                                   |  |  |
|                    |                                                                     |                      |                                                               |                                                                                                   |  |  |

| 24 de abril, 22:00 | Independiente BBC                                             | 73–66                | Unión (SF)                                                            | Santiago del Estero                                                                           |  |  |
|                    | Parciales: 26-19, 20-13, 19-18, 8-16                          |                      |                                                                       |                                                                                               |  |  |
|                    | Estadísticas Alejo Crotti 23 Alejo Crotti 7 Damián Palacios 6 | Reporte Pts Reb Asts | Estadísticas 14 Emiliano Correa 9 Gastón Marozzi 7 Patricio Rodríguez | Pabellón: Estadio Israel Parnas Árbitros: * Alejandro Zanabone * Alberto Ponzo * Luis Chacana |  |  |
| Serie: 1 - 2       |                                                               |                      |                                                                       |                                                                                               |  |  |
|                    |                                                               |                      |                                                                       |                                                                                               |  |  |

| 26 de abril, 22:00 | Independiente BBC                                                | 70–79                | Unión (SF)                                                        | Santiago del Estero                                                                      |  |  |
|                    | Parciales: 16-15, 20-15, 19-27, 15-22                            |                      |                                                                   |                                                                                          |  |  |
|                    | Estadísticas Bruno Ingratta 19 Alejo Crotti 6 Damián Palacios 13 | Reporte Pts Reb Asts | Estadísticas 19 Gastón Marozzi 10 Gastón Marozzi 7 Gastón Marozzi | Pabellón: Estadio Israel Parnas Árbitros: * Iván Huck * Jorge Chávez * Sebastián Vasallo |  |  |
| Serie: 1 - 3       |                                                                  |                      |                                                                   |                                                                                          |  |  |
|                    |                                                                  |                      |                                                                   |                                                                                          |  |  |

Villa San Martín (Resistencia) - Oberá Tenis Club
| 19 de abril, 21:30 | Villa San Martín (R)                                                                     | 71–68                | Oberá TC                                                               | Resistencia                                                                                             |  |  |
|                    | Parciales: 16-16, 14-24, 21-8, 20-20                                                     |                      |                                                                        | |  |  |
|                    | Estadísticas Sharwyn Saigo Mc Gee Jr. 15 Sharwyn Saigo Mc Gee Jr. 11 Guillermo Aliende 4 | Reporte Pts Reb Asts | Estadísticas 21 Christopher Hooper 14 José Fabio 7 Christian Schlopper | Pabellón: Estadio de Villa San Martín Árbitros: * Roberto Smith * Maximiliano Piedrabuena * Lucas Tévez |  |  |
| Serie: 1 - 0       |                                                                                          |                      |                                                                        | |  |  |
|                    |                                                                                          |                      |                                                                        | |  |  |

| 21 de abril, 20:30 | Villa San Martín (R)                                                       | 75–83                | Oberá TC                                                              | Resistencia                                                                                             |  |  |
|                    | Parciales: 21-14, 16-24, 13-23, 25-22                                      |                      |                                                                       | |  |  |
|                    | Estadísticas Elijah Robinson 15 Sharwyn Saigo Mc Gee Jr. 11 Alejo Britos 5 | Reporte Pts Reb Asts | Estadísticas 18 Christopher Hooper 14 José Fabio 4 Christopher Hooper | Pabellón: Estadio de Villa San Martín Árbitros: * Gustavo D'Anna * Maximiliano Moral * Iván Huck Braner |  |  |
| Serie: 1 - 1       |                                                                            |                      |                                                                       | |  |  |
|                    |                                                                            |                      |                                                                       | |  |  |

| 24 de abril, 21:30 | Oberá TC                                                                     | 61–71                | Villa San Martín (R)                                               | Oberá |  |  |
|                    | Parciales: 15-14, 17-16, 13-16, 16-25                                        |                      |                                                                    | |  |  |
|                    | Estadísticas Christopher Hooper 17 Maximiliano Martín 8 Maximiliano Martín 4 | Reporte Pts Reb Asts | Estadísticas 17 Elijah Robinson 12 Sebastian Picton 5 Alejo Britos | Pabellón: Estadio de Oberá Tenis Club Árbitros: * Fernando Sampietro * Sebastián Vasallo * Alejandro Costa |  |  |
| Serie: 1 - 2       |                                                                              |                      |                                                                    | |  |  |
|                    |                                                                              |                      |                                                                    | |  |  |

| 26 de abril, 21:30 | Oberá TC                                                                       | 87–79                | Villa San Martín (R)                                                 | Oberá                                                                                                 |  |  |
|                    | Parciales: 23-13, 24-16, 22-24, 18-26                                          |                      |                                                                      | |  |  |
|                    | Estadísticas Maximiliano Martín 29 Christopher Hooper 9 Christian Schlopper 11 | Reporte Pts Reb Asts | Estadísticas 14 Elijah Robinson 7 Elijah Robinson 6 Sebastián Picton | Pabellón: Estadio de Oberá Tenis Club Árbitros: * Fabio Alaniz * Franco Di Guilio * Cristian Salguero |  |  |
| Serie: 2 - 2       |                                                                                |                      |                                                                      | |  |  |
|                    |                                                                                |                      |                                                                      | |  |  |

| 28 de abril, 20:30 | Villa San Martín (R)                                               | 73–79                | Oberá TC                                                       | Resistencia                                                                                             |  |  |
|                    | Parciales: 19-21, 19-16, 23-20, 12-22                              |                      |                                                                | |  |  |
|                    | Estadísticas Sebastián Picton 21 Sebastián Picton 7 Franco Vieta 4 | Reporte Pts Reb Asts | Estadísticas 25 Maximiliano Martín 9 Taiel Gómez 4 Taiel Gómez | Pabellón: Estadio de Villa San Martín Árbitros: * Silvio Guzmán * Lucas Tévez * Maximiliano Piedrabuena |  |  |
| Serie: 2 - 3       |                                                                    |                      |                                                                | |  |  |
|                    |                                                                    |                      |                                                                | |  |  |

Deportivo Norte (Armstrong) - Ameghino (Villa María)
| 19 de abril, 21:30 | Deportivo Norte (A)                                                  | 92–76                | Ameghino (VM)                                                     | Armstrong                                                                                       |  |  |
|                    | Parciales: 22-12, 24-17, 25-23, 21-24                                |                      |                                                                   |                                                                                                 |  |  |
|                    | Estadísticas Jonatan Torresi 23 Joshua Simmons 11 Rodrigo Gallegos 9 | Reporte Pts Reb Asts | Estadísticas 15 Sergio Rupil 8 Estefano Simondi 5 Fermín Thygesen | Pabellón: Estadio Jorge Ferrero Árbitros: * Silvio Guzmán * Karina Baccarelli * Iván Andereggen |  |  |
| Serie: 1 - 0       |                                                                      |                      |                                                                   |                                                                                                 |  |  |
|                    |                                                                      |                      |                                                                   |                                                                                                 |  |  |

| 21 de abril, 20:00 | Deportivo Norte (A)                                              | 85–77                | Ameghino (VM)                                                | Armstrong                                                                                   |  |  |
|                    | Parciales: 22-21, 22-13, 18-27, 23-16                            |                      |                                                              |                                                                                             |  |  |
|                    | Estadísticas Lautaro Fraga 21 Marco Luchi 10 Rodrigo Gallegos 10 | Reporte Pts Reb Asts | Estadísticas 18 Fermín Thygesen 9 Juan Abeiro 4 Mateo Gaynor | Pabellón: Estadio Jorge Ferrero Árbitros: * Fabricio Vito * Fabio Alaniz * Valentín Soldano |  |  |
| Serie: 2 - 0       |                                                                  |                      |                                                              |                                                                                             |  |  |
|                    |                                                                  |                      |                                                              |                                                                                             |  |  |

| 24 de abril, 21:30 | Ameghino (VM)                                                         | 97–91                | Deportivo Norte (A)                                                   | Villa María                                                                                          |  |  |
|                    | Parciales: 17-15, 19-23, 17-21, 28-22 (T.E.: 16-10)                   |                      |                                                                       | |  |  |
|                    | Estadísticas Fermín Thygesen 25 Donovan Marshall 7 Donovan Marshall 3 | Reporte Pts Reb Asts | Estadísticas 25 Rodrigo Gallegos 11 Joshua Simmons 9 Rodrigo Gallegos | Pabellón: Estadio La Leonera Árbitros: * Maximiliano Piedrabuena * Leonardo Barotto * Andrés Cassina |  |  |
| Serie: 1 - 2       |                                                                       |                      |                                                                       | |  |  |
|                    |                                                                       |                      |                                                                       | |  |  |

| 26 de abril, 21:30 | Ameghino (VM)                                                     | 83–89                | Deportivo Norte (A)                                             | Villa María                                                                               |  |  |
|                    | Parciales: 26-21, 19-20, 17-28, 21-20                             |                      |                                                                 |                                                                                           |  |  |
|                    | Estadísticas Sergio Rupil 20 Donovan Marshall 9 Fermín Thygesen 7 | Reporte Pts Reb Asts | Estadísticas 17 Lautaro Fraga 14 Joshua Simmons 6 Lautaro Fraga | Pabellón: Estadio La Leonera Árbitros: * Matías Pedano * Juan Fernández * Cristian Alfaro |  |  |
| Serie: 1 - 3       |                                                                   |                      |                                                                 |                                                                                           |  |  |
|                    |                                                                   |                      |                                                                 |                                                                                           |  |  |

#### Conferencia sur
Centro Español (Plottier) - Gimnasia (La Plata)
| 19 de abril, 21:00 | Centro Español (P)                                                     | 89–78                | Gimnasia (LP)                                                            | Plottier                                                                                      |  |  |
|                    | Parciales: 21-18, 20-17, 22-31, 26-12                                  |                      |                                                                          |                                                                                               |  |  |
|                    | Estadísticas Howard Wilkerson III 22 Michael Henry 8 Mario Sepúlveda 3 | Reporte Pts Reb Asts | Estadísticas 20 Lisandro La Bella 6 Lisandro La Bella 5 Lisando La Bella | Pabellón: Estadio El Templo Árbitros: * Julio Dinamarca * José Luis Lugli * Nicolás Larrasolo |  |  |
| Serie: 1 - 0       |                                                                        |                      |                                                                          |                                                                                               |  |  |
|                    |                                                                        |                      |                                                                          |                                                                                               |  |  |

| 21 de abril, 21:00 | Centro Español (P)                                                          | 106–73               | Gimnasia (LP)                                                           | Plottier                                                                                    |  |  |
|                    | Parciales: 23-20, 24-17, 29-16, 30-20                                       |                      |                                                                         |                                                                                             |  |  |
|                    | Estadísticas Mario Sepúlveda 16 Michael Henry 9 Francisco González Beratz 5 | Reporte Pts Reb Asts | Estadísticas 22 Lisandro La Bella 10 Agustín Zuvich 4 Lisandro La Bella | Pabellón: Estadio El Templo Árbitros: * Oscar Martinetto * Cristian Alfaro * Mariano Slusar |  |  |
| Serie: 2 - 0       |                                                                             |                      |                                                                         |                                                                                             |  |  |
|                    |                                                                             |                      |                                                                         |                                                                                             |  |  |

| 24 de abril, 21:30 | Gimnasia (LP)                                                             | 89–93                | Centro Español (P)                                                           | La Plata                                                                                                |  |  |
|                    | Parciales: 21-19, 22-21, 23-17, 23-36                                     |                      |                                                                              | |  |  |
|                    | Estadísticas Lisandro La Bella 25 Lisandro La Bella 7 Lisandro La Bella 8 | Reporte Pts Reb Asts | Estadísticas 24 Agustín Perez Tapia 9 Howard Wilkerson III 5 Valentín Burgos | Pabellón: Polideportivo Víctor Nethol Árbitros: * Cristian Salguero * Javier Sánchez * Florencia Benzer |  |  |
| Serie: 0 - 3       |                                                                           |                      |                                                                              | |  |  |
|                    |                                                                           |                      |                                                                              | |  |  |

Atenas (Carmen de Patagones) - Ciclista Juninense
| 19 de abril, 21:30 | Atenas (CdP)                                                         | 87–68                | Ciclista Juninense                                                  | Carmen de Patagones                                                                                 |  |  |
|                    | Parciales: 20-23, 24-9, 23-17, 20-19                                 |                      |                                                                     | |  |  |
|                    | Estadísticas Joaquín Gamazo 22 Joaquín Gamazo 14 Emiliano Agostino 9 | Reporte Pts Reb Asts | Estadísticas 19 Corbin Jackson 12 Corbin Jackson 6 Maximiliano Ríos | Pabellón: Estadio Carmelo Trípodi Calá Árbitros: * Pablo Estévez * Gonzalo Delsart * Mariano Slusar |  |  |
| Serie: 1 - 0       |                                                                      |                      |                                                                     | |  |  |
|                    |                                                                      |                      |                                                                     | |  |  |

| 21 de abril, 21:30 | Atenas (CdP)                                                          | 92–69                | Ciclista Juninense                                                  | Carmen de Patagones                                                                                   |  |  |
|                    | Parciales: 26-21, 26-19, 20-18, 20-11                                 |                      |                                                                     | |  |  |
|                    | Estadísticas César Lavoratornuovo 16 Lotanna Nwogbo 12 Juan Laterza 8 | Reporte Pts Reb Asts | Estadísticas 21 Corbin Jackson 11 Corbin Jackson 5 Maximiliano Ríos | Pabellón: Estadio Carmelo Trípodi Calá Árbitros: * Leandro Lezcano * Raúl Lorenzo * Nicolás Larrasolo |  |  |
| Serie: 2 - 0       |                                                                       |                      |                                                                     | |  |  |
|                    |                                                                       |                      |                                                                     | |  |  |

| 24 de abril, 21:30 | Ciclista Juninense                                            | 59–68                | Atenas (CdP)                                                         | Junín                                                                                                |  |  |
|                    | Parciales: 12-15, 20-18, 16-21, 11-14                         |                      |                                                                      | |  |  |
|                    | Estadísticas Corbin Jackson 29 Corbin Jackson 14 Enzo Amado 3 | Reporte Pts Reb Asts | Estadísticas 15 Lotanna Nwogbo 13 Lotanna Nwogbo 3 Emiliano Agostino | Pabellón: Estadio Raúl "Chuni" Merlo Árbitros: * Juan Fernández * Sebastián Moncloba * David Schkair |  |  |
| Serie: 0 - 3       |                                                               |                      |                                                                      | |  |  |
|                    |                                                               |                      |                                                                      | |  |  |

Rivadavia (Mendoza) - Parque Sur
| 19 de abril, 22:00 | Rivadavia (M)                                                         | 76–74                | Parque Sur                                                      | Rivadavia                                                                                           |  |  |
|                    | Parciales: 16-21, 20-24, 21-15, 19-14                                 |                      |                                                                 | |  |  |
|                    | Estadísticas Matías Bernardini 18 Cameron Coleman 8 Federico Grenni 5 | Reporte Pts Reb Asts | Estadísticas 19 Elnes Bolling 7 Pablo Alderete 1 Pablo Alderete | Pabellón: Estadio Leopoldo Brozovix Árbitros: * Oscar Martinetto * Cristian Alfaro * Ezequiel Silva |  |  |
| Serie: 1 - 0       |                                                                       |                      |                                                                 | |  |  |
|                    |                                                                       |                      |                                                                 | |  |  |

| 21 de abril, 21:00 | Rivadavia (M)                                                            | 74–67                | Parque Sur                                                           | Rivadavia                                                                                    |  |  |
|                    | Parciales: 18-20, 16-23, 15-12, 25-12                                    |                      |                                                                      |                                                                                              |  |  |
|                    | Estadísticas Matías Bernardini 16 Matías Bernardini 7 Federico Grenni 10 | Reporte Pts Reb Asts | Estadísticas 18 De Mondre Harvey 10 De Mondre Harvey 4 Elnes Bolling | Pabellón: Estadio Leopoldo Brozovix Árbitros: * Oscar Brítez * Andrés Cassina * Raúl Sánchez |  |  |
| Serie: 2 - 0       |                                                                          |                      |                                                                      |                                                                                              |  |  |
|                    |                                                                          |                      |                                                                      |                                                                                              |  |  |

| 24 de abril, 21:30 | Parque Sur                                                        | 80–62                | Rivadavia (M)                                                    | Concepción del Uruguay                                                                          |  |  |
|                    | Parciales: 21-17, 19-12, 19-22, 21-11                             |                      |                                                                  |                                                                                                 |  |  |
|                    | Estadísticas Elnes Bolling 17 De Mondre Harvey 5 Elnes Bolling 10 | Reporte Pts Reb Asts | Estadísticas 20 Cameron Coleman 10 Alejo Trejo 5 Federico Grenni | Pabellón: Estadio de Parque Sur Árbitros: * Silvio Guzmán * Alejandro Trias * Edgardo Corradini |  |  |
| Serie: 1 - 2       |                                                                   |                      |                                                                  |                                                                                                 |  |  |
|                    |                                                                   |                      |                                                                  |                                                                                                 |  |  |

| 26 de abril, 21:30 | Parque Sur                                                       | 70–81                | Rivadavia (M)                                              | Concepción del Uruguay                                                                          |  |  |
|                    | Parciales: 15-11, 15-15, 19-29, 21-26                            |                      |                                                            |                                                                                                 |  |  |
|                    | Estadísticas Elnes Bolling 18 De Mondre Harvey 7 Elnes Bolling 5 | Reporte Pts Reb Asts | Estadísticas 19 Facundo Grenni 6 Alejo Trejo 7 Juan Llaver | Pabellón: Estadio de Parque Sur Árbitros: * Alejandro Trias * Edgardo Corradini * Silvio Guzmán |  |  |
| Serie: 1 - 3       |                                                                  |                      |                                                            |                                                                                                 |  |  |
|                    |                                                                  |                      |                                                            |                                                                                                 |  |  |

Tomás de Rocamora - Del Progreso
| 19 de abril, 21:30 | Tomás de Rocamora                                            | 64–63                | Del Progreso                                                               | Concepción del Uruguay                                                                                    |  |  |
|                    | Parciales: 14-19, 16-14, 15-19, 19-11                        |                      |                                                                            | |  |  |
|                    | Estadísticas Mauro Araujo 14 Manuel Olocco 11 Mauro Araujo 5 | Reporte Pts Reb Asts | Estadísticas 14 Facundo Brizuela 10 Jaghawn Walters 4 Favio Vieta Stechina | Pabellón: Estadio Julio Cesar Paccagnella Árbitros: * Fabio Alaníz * Maximiliano Moral * Valentín Soldano |  |  |
| Serie: 1 - 0       |                                                              |                      |                                                                            | |  |  |
|                    |                                                              |                      |                                                                            | |  |  |

| 21 de abril, 21:00 | Tomás de Rocamora                                                    | 89–67                | Del Progreso                                                                | Concepción del Uruguay                                                                                     |  |  |
|                    | Parciales: 22-15, 25-23, 20-16, 22-13                                |                      |                                                                             | |  |  |
|                    | Estadísticas Mauro Araujo 20 Rogelio De León Ramón 10 Facundo Gago 7 | Reporte Pts Reb Asts | Estadísticas 15 Javier Ledesma 6 Gustavo Maranguello 2 Favio Vieta Stechina | Pabellón: Estadio Julio Cesar Paccagnella Árbitros: * Silvio Guzmán * Leonardo Barotto * Karina Baccarelli |  |  |
| Serie: 2 - 0       |                                                                      |                      |                                                                             | |  |  |
|                    |                                                                      |                      |                                                                             | |  |  |

| 24 de abril, 21:30 | Del Progreso                                                          | 71–73                | Tomás de Rocamora                                           | General Roca                                                                                  |  |  |
|                    | Parciales: 11-17, 17-18, 25-20, 18-18                                 |                      |                                                             |                                                                                               |  |  |
|                    | Estadísticas Facundo Brizuela 18 Facundo Brizuela 8 Javaris Jenkins 3 | Reporte Pts Reb Asts | Estadísticas 18 Mauro Araujo 8 Manuel Olocco 2 Facundo Gago | Pabellón: Estadio El Gigante Árbitros: * Oscar Martinetto * Cristian Alfaro * César Chavarría |  |  |
| Serie: 0 - 3       |                                                                       |                      |                                                             |                                                                                               |  |  |
|                    |                                                                       |                      |                                                             |                                                                                               |  |  |

### Cuartos de final de conferencia

#### Conferencia norte
San Isidro (San Francisco) - Oberá Tenis Club
| 3 de mayo, 21:30 | San Isidro (SF)                                                          | 83–71                | Oberá TC                                                                 | San Francisco                                                                                 |  |  |
|                  | Parciales: 25-13, 17-14, 19-23, 22-21                                    |                      |                                                                          |                                                                                               |  |  |
|                  | Estadísticas Juan Rodríguez Suppi 19 Rodrigo Sánchez 8 Rodrigo Sánchez 5 | Reporte Pts Reb Asts | Estadísticas 19 Christopher Hooper 6 Maximiliano Martin 4 Lucas Gornatti | Pabellón: Estadio Severo Robledo Árbitros: * Silvio Guzmán * Leonardo Barotto * Matías Pedano |  |  |
| Serie: 1 - 0     |                                                                          |                      |                                                                          |                                                                                               |  |  |
|                  |                                                                          |                      |                                                                          |                                                                                               |  |  |

| 5 de mayo, 20:30 | San Isidro (SF)                                                      | 82–55                | Oberá TC                                                              | San Francisco                                                                               |  |  |
|                  | Parciales: 20-9, 22-11, 16-18, 24-17                                 |                      |                                                                       |                                                                                             |  |  |
|                  | Estadísticas Mauricio Corzo 16 James Cambronne 10 Santiago Ludueña 6 | Reporte Pts Reb Asts | Estadísticas 9 Tomás Rossi 7 Maximiliano Martín 3 Christian Schlopper | Pabellón: Estadio Severo Robledo Árbitros: * Pablo Leyton * Fabio Alaniz * Valentín Soldano |  |  |
| Serie: 2 - 0     |                                                                      |                      |                                                                       |                                                                                             |  |  |
|                  |                                                                      |                      |                                                                       |                                                                                             |  |  |

| 8 de mayo, 21:30 | Oberá TC                                                                      | 78–77                | San Francisco (SF)                                                       | Oberá                                                                                   |  |  |
|                  | Parciales: 20-18, 15-19, 20-23, 23-17                                         |                      |                                                                          |                                                                                         |  |  |
|                  | Estadísticas Maximiliano Martín 20 Maximiliano Martín 9 Christian Schlopper 4 | Reporte Pts Reb Asts | Estadísticas 25 James Cambronne 8 Rodrigo Sánchez 4 Juan Rodríguez Suppi | Pabellón: Oberá Tenis Club Árbitros: * Sebastián Vasallo * Oscar Martinetto * Iván Huck |  |  |
| Serie: 1 - 2     |                                                                               |                      |                                                                          |                                                                                         |  |  |
|                  |                                                                               |                      |                                                                          |                                                                                         |  |  |

| 10 de mayo, 21:30 | Oberá TC                                                                      | 76–70                | San Francisco (SF)                                                        | Oberá                                                                                     |  |  |
|                   | Parciales: 27-15, 12-18, 20-19, 17-18                                         |                      |                                                                           |                                                                                           |  |  |
|                   | Estadísticas Christian Schlopper 19 José Manuel Fabio 10 Maximiliano Martín 8 | Reporte Pts Reb Asts | Estadísticas 20 Juan Rodríguez Suppi 6 Rodrigo Sánchez 4 Santiago Ludueña | Pabellón: Oberá Tenis Club Árbitros: * Alejandro Ramallo * Jorge Chávez * Alejandro Trías |  |  |
| Serie: 2 - 2      |                                                                               |                      |                                                                           |                                                                                           |  |  |
|                   |                                                                               |                      |                                                                           |                                                                                           |  |  |

| 13 de mayo, 21:30 | San Isidro (SF)                                                             | 77–71                | Oberá TC                                                                       | San Francisco                                                                                |  |  |
|                   | Parciales: 14-15, 14-14, 20-17, 29-25                                       |                      |                                                                                |                                                                                              |  |  |
|                   | Estadísticas Juan Rodríguez Suppi 23 Santiago González 11 Rodrigo Sánchez 5 | Reporte Pts Reb Asts | Estadísticas 14 Maximiliano Martín 13 Maximiliano Martín 5 Christian Schlopper | Pabellón: Estadio Severo Robledo Árbitros: * Fernando Sampietro * Mario Aluz * Silvio Guzmán |  |  |
| Serie: 3 - 2      |                                                                             |                      |                                                                                |                                                                                              |  |  |
|                   |                                                                             |                      |                                                                                |                                                                                              |  |  |

Barrio Parque - Deportivo Norte (Armstrong)
| 3 de mayo, 21:00 | Barrio Parque                                                 | 83–74                | Deportivo Norte (A)                                              | Córdoba                                                                            |  |  |
|                  | Parciales: 18-21, 24-10, 19-27, 22-16                         |                      |                                                                  |                                                                                    |  |  |
|                  | Estadísticas Luciano Guerra 22 Gabriel Mikulas 7 Juan Kelly 6 | Reporte Pts Reb Asts | Estadísticas 17 Lautaro Fraga 12 Marco Luchi 10 Rodrigo Gallegos | Pabellón: Teatro del Parque Árbitros: * Mario Aluz * Pablo Leyton * Ezequiel Silva |  |  |
| Serie: 1 - 0     |                                                               |                      |                                                                  |                                                                                    |  |  |
|                  |                                                               |                      |                                                                  |                                                                                    |  |  |

| 5 de mayo, 21:00 | Barrio Parque                                                  | 77–75                | Deportivo Norte (A)                                               | Córdoba                                                                               |  |  |
|                  | Parciales: 21-16, 19-20, 18-22, 19-17                          |                      |                                                                   |                                                                                       |  |  |
|                  | Estadísticas Luciano Guerra 24 Luciano Rivata 10 Juan Kelly 11 | Reporte Pts Reb Asts | Estadísticas 26 Lautaro Fraga 9 Joshua Simmons 9 Rodrigo Gallegos | Pabellón: Teatro del Parque Árbitros: * Jorge Chávez * Andrés Cassina * Micaela Prado |  |  |
| Serie: 2 - 0     |                                                                |                      |                                                                   |                                                                                       |  |  |
|                  |                                                                |                      |                                                                   |                                                                                       |  |  |

| 8 de mayo, 21:30 | Deportivo Norte (A)                                                | 81–80                | Barrio Parque                                             | Armstrong                                                                                      |  |  |
|                  | Parciales: 17-15, 23-22, 14-19, 27-24                              |                      |                                                           |                                                                                                |  |  |
|                  | Estadísticas Rodrigo Gallegos 21 Marco Luchi 8 Rodrigo Gallegos 10 | Reporte Pts Reb Asts | Estadísticas 25 Juan Kelly 10 Lautaro Rivata 8 Juan Kelly | Pabellón: Estadio Jorge Ferrero Árbitros: * Silvio Guzmán * Leonardo Barotto * Iván Andereggen |  |  |
| Serie: 1 - 2     |                                                                    |                      |                                                           |                                                                                                |  |  |
|                  |                                                                    |                      |                                                           |                                                                                                |  |  |

| 10 de mayo, 21:30 | Deportivo Norte (A)                                              | 78–82                | Barrio Parque                                                 | Armstrong                                                                                              |  |  |
|                   | Parciales: 19-23, 13-20, 18-22, 28-17                            |                      |                                                               | |  |  |
|                   | Estadísticas Jonatan Torresi 25 Marco Luchi 9 Rodrigo Gallegos 9 | Reporte Pts Reb Asts | Estadísticas 26 Gabriel Mikulas 6 Lautaro Rivata 9 Juan Kelly | Pabellón: Estadio Jorge Ferrero Árbitros: * Leandro Lezcano * Maximiliano Piedrabuena * Gustavo D'Anna |  |  |
| Serie: 1 - 3      |                                                                  |                      |                                                               | |  |  |
|                   |                                                                  |                      |                                                               | |  |  |

Central Argentino Olímpico - Unión (Santa Fe)
| 3 de mayo, 21:30 | Central Argentino Olímpico                                       | 70–69                | Unión (SF)                                                             | Ceres                                                                                          |  |  |
|                  | Parciales: 18-16, 22-17, 15-20, 15-16                            |                      |                                                                        |                                                                                                |  |  |
|                  | Estadísticas Milton Vittar 15 Tirrel Brown II 11 Milton Vittar 5 | Reporte Pts Reb Asts | Estadísticas 14 Alejandro Zilli 8 Alejandro Zilli 4 Patricio Rodríguez | Pabellón: Estadio Raúl Braica Árbitros: * Sergio Tarifeño * Oscar Martinetto * Iván Andereggen |  |  |
| Serie: 1 - 0     |                                                                  |                      |                                                                        |                                                                                                |  |  |
|                  |                                                                  |                      |                                                                        |                                                                                                |  |  |

| 5 de mayo, 21:00 | Central Argentino Olímpico                                       | 94–58                | Unión (SF)                                                     | Ceres                                                                                             |  |  |
|                  | Parciales: 35-16, 22-14, 17-14, 20-14                            |                      |                                                                |                                                                                                   |  |  |
|                  | Estadísticas Pablo Martínez 20 Pablo Martínez 10 Milton Vittar 8 | Reporte Pts Reb Asts | Estadísticas 14 Andrés Jaime 7 Travis George 3 Alejandro Zilli | Pabellón: Estadio Raúl Braica Árbitros: * Leonardo Barotto * Sebastián Vasallo * Andrés Barbarini |  |  |
| Serie: 2 - 0     |                                                                  |                      |                                                                |                                                                                                   |  |  |
|                  |                                                                  |                      |                                                                |                                                                                                   |  |  |

| 8 de mayo, 21:00 | Unión (SF)                                                           | 86–51                | Central Argentino Olímpico                                           | Santa Fe                                                                                          |  |  |
|                  | Parciales: 23-11, 27-13, 12-12, 24-15                                |                      |                                                                      |                                                                                                   |  |  |
|                  | Estadísticas Gastón Marozzi 22 Alejandro Zilli 11 Sebastián Uranga 5 | Reporte Pts Reb Asts | Estadísticas 14 Luciano Lizzarraga 7 Matias Martínez 3 Milton Vittar | Pabellón: Estadio Ángel Mavicino Árbitros: * Alejandro Trias * Gustavo D'Anna * Edgardo Corradini |  |  |
| Serie: 1 - 2     |                                                                      |                      |                                                                      |                                                                                                   |  |  |
|                  |                                                                      |                      |                                                                      |                                                                                                   |  |  |

| 10 de mayo, 21:00 | Unión (SF)                                                              | 78–72                | Central Argentino Olímpico                                      | Santa Fe                                                                                   |  |  |
|                   | Parciales: 20-21, 12-21, 25-16, 21-14                                   |                      |                                                                 |                                                                                            |  |  |
|                   | Estadísticas Patricio Rodríguez 27 Alejandro Zilli 13 Emiliano Correa 5 | Reporte Pts Reb Asts | Estadísticas 19 Milton Vittar 8 Pablo Martínez 2 Gonzalo Romero | Pabellón: Estadio Ángel Mavicino Árbitros: * Oscar Brítez * Cristian Alfaro * Raúl Lorenzo |  |  |
| Serie: 2 - 2      |                                                                         |                      |                                                                 |                                                                                            |  |  |
|                   |                                                                         |                      |                                                                 |                                                                                            |  |  |

| 12 de mayo, 21:00 | Central Argentino Olímpico                                      | 77–65                | Unión (SF)                                                           | Ceres                                                                                              |  |  |
|                   | Parciales: 21-9, 17-22, 23-15, 16-19                            |                      |                                                                      | |  |  |
|                   | Estadísticas Milton Vittar 19 Pablo Martínes 12 Milton Vittar 5 | Reporte Pts Reb Asts | Estadísticas 14 Sebastián Uranga 9 ALejandro Zilli 5 ALejandro Zilli | Pabellón: Estadio Raúl Braica Árbitros: * Sebastián Vasallo * Oscar Martinetto * Maximiliano Moral |  |  |
| Serie: 3 - 2      |                                                                 |                      |                                                                      | |  |  |
|                   |                                                                 |                      |                                                                      | |  |  |

Hindú (Resistencia) - Salta Basket
| 3 de mayo, 22:00 | Hindú (R)                                                           | 71–67                | Salta Basket                                                      | Resistencia                                                                          |  |  |
|                  | Parciales: 11-13, 28-16, 13-14, 19-24                               |                      |                                                                   |                                                                                      |  |  |
|                  | Estadísticas Santiago Ferreyra 21 Diego Guaita 11 Martín Cequeira 5 | Reporte Pts Reb Asts | Estadísticas 26 Federico Mariani 11 Lisandro Rasio 4 Scott Cutley | Pabellón: Estadio Ricardo Moro Árbitros: * Fabio Alaniz * Gustavo D'Anna * Iván Huck |  |  |
| Serie: 1 - 0     |                                                                     |                      |                                                                   |                                                                                      |  |  |
|                  |                                                                     |                      |                                                                   |                                                                                      |  |  |

| 5 de mayo, 21:00 | Hindú (R)                                                         | 68–53                | Salta Basket                                                    | Resistencia                                                                              |  |  |
|                  | Parciales: 19-10, 19-19, 12-17, 18-7                              |                      |                                                                 |                                                                                          |  |  |
|                  | Estadísticas Pablo Fernández 24 Diego Guaita 11 Pablo Fernández 5 | Reporte Pts Reb Asts | Estadísticas 16 Scott Cutley 11 Lisandro Rasio 4 Lisandro Rasio | Pabellón: Estadio Ricardo Moro Árbitros: * Oscar Martinetto * Raúl Lorenzo * Juan Camaño |  |  |
| Serie: 2 - 0     |                                                                   |                      |                                                                 |                                                                                          |  |  |
|                  |                                                                   |                      |                                                                 |                                                                                          |  |  |

| 8 de mayo, 21:00 | Salta Basket                                                  | 70–67                | Hindú (R)                                                        | Salta |  |  |
|                  | Parciales: 23-18, 14-14, 15-16, 13-17 (T.E.: 5-2)             |                      |                                                                  | |  |  |
|                  | Estadísticas Víctor Cajal 20 Lisandro Rasio 11 Scott Cutley 5 | Reporte Pts Reb Asts | Estadísticas 16 Pablo Fernández 8 Diego Guaita 3 Pablo Fernández | Pabellón: Polideportivo Delmi Árbitros: * Rodrigo Castillo * Cristian Alfaro * Carlos Carrillo Televisión: DeporTV |  |  |
| Serie: 1 - 2     |                                                               |                      |                                                                  | |  |  |
|                  |                                                               |                      |                                                                  | |  |  |

| 10 de mayo, 21:30 | Salta Basket                                                   | 73–88                | Hindú (R)                                                      | Salta                                                                                          |  |  |
|                   | Parciales: 12-16, 21-25, 19-23, 21-24                          |                      |                                                                |                                                                                                |  |  |
|                   | Estadísticas Lisandro Rasio 21 Lisandro Rasio 6 Scott Cutley 5 | Reporte Pts Reb Asts | Estadísticas 16 Diego Guaita 10 Diego Guaita 4 Pablo Fernández | Pabellón: Polideportivo Delmi Árbitros: * Sergio Tarifeño * Sebastián Vasallo * Nicolás D'Anna |  |  |
| Serie: 1 - 3      |                                                                |                      |                                                                |                                                                                                |  |  |
|                   |                                                                |                      |                                                                |                                                                                                |  |  |

#### Conferencia sur
Platense - Tomás de Rocamora
| 3 de mayo, 21:00 | Platense                                  | 70–56                | Tomás de Rocamora                                            | Florida |  |  |
|                  | Parciales: 17-17, 17-12, 17-17, 19-10     |                      |                                                              | |  |  |
|                  | Estadísticas Felipe Pais 20 Pablo Bruna 8 | Reporte Pts Reb Asts | Estadísticas 15 Facundo Gago 7 Dominique Shaw 4 Mauro Araujo | Pabellón: Microestadio Ciudad de Vicente López Árbitros: * Maximiliano Piedrabuena * Julio Dinamarca * Franco Ronconi |  |  |
| Serie: 1 - 0     |                                           |                      |                                                              | |  |  |
|                  |                                           |                      |                                                              | |  |  |

| 5 de mayo, 20:00 | Platense                                  | 81–66                | Tomás de Rocamora                                            | Florida |  |  |
|                  | Parciales: 15-15, 17-10, 24-24, 25-17     |                      |                                                              | |  |  |
|                  | Estadísticas Felipe Pais 21 Felipe Pais 7 | Reporte Pts Reb Asts | Estadísticas 14 Mauro Araujo 7 Dominique Shaw 5 Facundo Gago | Pabellón: Microestadio Ciudad de Vicente López Árbitros: * Silvio Guzmán * Leonardo Zalazar * Franco Krivokapich |  |  |
| Serie: 2 - 0     |                                           |                      |                                                              | |  |  |
|                  |                                           |                      |                                                              | |  |  |

| 8 de mayo, 21:30 | Tomás de Rocamora                                           | 80–68                | Platense                                                     | Concepción del Uruguay                                                                                |  |  |
|                  | Parciales: 20-19, 20-21, 20-13, 20-15                       |                      |                                                              | |  |  |
|                  | Estadísticas Facundo Gago 20 Manuel Olocco 7 Facundo Gago 9 | Reporte Pts Reb Asts | Estadísticas 19 Pablo Bruna 5 Lucas Goldenberg 3 Pablo Bruna | Pabellón: Estadio Julio César Paccagnella Árbitros: * Roberto Smith * Fabio Alaniz * Valentín Soldano |  |  |
| Serie: 1 - 2     |                                                             |                      |                                                              | |  |  |
|                  |                                                             |                      |                                                              | |  |  |

| 10 de mayo, 21:30 | Tomás de Rocamora                                            | 73–75                | Platense                                                               | Concepción del Uruguay                                                                                       |  |  |
|                   | Parciales: 27-20, 14-21, 10-17, 22-17                        |                      |                                                                        | |  |  |
|                   | Estadísticas Manuel Olocco 15 Manuel Olocco 9 Facundo Gago 5 | Reporte Pts Reb Asts | Estadísticas 18 Alejandro Pappalardi 8 Juan Pablo Lugrin 5 Pablo Bruna | Pabellón: Estadio Julio César Paccagnella Árbitros: * Alejandro Chiti * Oscar Martinetto * Maximiliano Moral |  |  |
| Serie: 1 - 3      |                                                              |                      |                                                                        | |  |  |
|                   |                                                              |                      |                                                                        | |  |  |

Estudiantes (Olavarría) - Rivadavia (Mendoza)
| 3 de mayo, 21:30 | Estudiantes (O)                                                   | 82–67                | Rivadavia (M)                                                                   | Olavarría                                                                                         |  |  |
|                  | Parciales: 19-12, 20-14, 16-25, 27-16                             |                      |                                                                                 |                                                                                                   |  |  |
|                  | Estadísticas Santiago Arese 20 Ignacio Galardo 6 Santiago Arese 6 | Reporte Pts Reb Asts | Estadísticas 18 Feliciano Pérez Neto 9 Feliciano Pérez Neto 5 Matías Bernardini | Pabellón: Parque Carlos Guerrero Árbitros: * Cristian Alfaro * Alejandro Trias * Florencia Benzer |  |  |
| Serie: 1 - 0     |                                                                   |                      |                                                                                 |                                                                                                   |  |  |
|                  |                                                                   |                      |                                                                                 |                                                                                                   |  |  |

| 5 de mayo, 20:30 | Estudiantes (O)                                                 | 71–66                | Rivadavia (M)                                                    | Olavarría                                                                                           |  |  |
|                  | Parciales: 5-25, 17-12, 27-9, 22-20                             |                      |                                                                  | |  |  |
|                  | Estadísticas Andrés Lugli 15 Jefrey Merchant 8 Franco Ronconi 4 | Reporte Pts Reb Asts | Estadísticas 24 Matías Bernardini 8 Abel Trejo 6 Federico Grenni | Pabellón: Parque Carlos Guerrero Árbitros: * Maximiliano Moral * Cristian Salguero * Franco Ronconi |  |  |
| Serie: 2 - 0     |                                                                 |                      |                                                                  | |  |  |
|                  |                                                                 |                      |                                                                  | |  |  |

| 8 de mayo, 21:30 | Rivadavia (M)                                                   | 74–71                | Estudiantes (O)                                                 | Rivadavia                                                                                                 |  |  |
|                  | Parciales: 26-15, 15-21, 12-14, 21-21                           |                      |                                                                 | |  |  |
|                  | Estadísticas Federico Grenni 21 Alejo Trejo 9 Federico Grenni 6 | Reporte Pts Reb Asts | Estadísticas 14 Agustín Brocal 5 Pablo Moya 2 Jeremías Sandrini | Pabellón: Estadio Leopoldo Brozovix Árbitros: * Maximiliano Piedrabuena * Juan Fernández * Andrés Cassina |  |  |
| Serie: 1 - 2     |                                                                 |                      |                                                                 | |  |  |
|                  |                                                                 |                      |                                                                 | |  |  |

| 10 de mayo, 22:00 | Rivadavia (M)                                                      | 63–81                | Estudiantes (O)                                          | Rivadavia                                                                                  |  |  |
|                   | Parciales: 12-23, 13-23, 20-18, 18-17                              |                      |                                                          |                                                                                            |  |  |
|                   | Estadísticas Cameron Coleman 16 Alejo Trejo 13 Matías Bernardini 3 | Reporte Pts Reb Asts | Estadísticas 22 Lugli 10 Santiago Arese 4 Santiago Arese | Pabellón: Estadio Leopoldo Brozovix Árbitros: * Fabio Alaníz * Silvio Guzmán * Elías Raboy |  |  |
| Serie: 1 - 3      |                                                                    |                      |                                                          |                                                                                            |  |  |
|                   |                                                                    |                      |                                                          |                                                                                            |  |  |

Racing (Chivilcoy) - Atenas (Carmen de Patagones)
| 3 de mayo, 21:30 | Racing (Chivilcoy)                                              | 74–81                | Atenas (CdP)                                                       | Chivilcoy                                                                                                 |  |  |
|                  | Parciales: 16-13, 20-22, 20-18, 18-28                           |                      |                                                                    | |  |  |
|                  | Estadísticas Carlos Paredes 12 Joshua Morris 9 Alejo Barrales 4 | Reporte Pts Reb Asts | Estadísticas 33 Lotanna Nwogbo 10 Lotanna Nwogbo 5 Joaquín Laterza | Pabellón: Estadio Oscar y Alfredo Barca Árbitros: * Cristian Salguero * Raúl Sánchez * Matías Dell Aquila |  |  |
| Serie: 0 - 1     |                                                                 |                      |                                                                    | |  |  |
|                  |                                                                 |                      |                                                                    | |  |  |

| 5 de mayo, 21:30 | Racing (Chivilcoy)                                                   | 77–81                | Atenas (CdP)                                                      | Chivilcoy                                                                                             |  |  |
|                  | Parciales: 23-13, 13-17, 25-23, 16-28                                |                      |                                                                   | |  |  |
|                  | Estadísticas Erbel De Pietro 20 Tyrone O'Garro Jr. 8 Lucas Andujar 4 | Reporte Pts Reb Asts | Estadísticas 19 Joaquín Gamazo 11 Joaquín Gamazo 7 Cristian Cardo | Pabellón: Estadio Oscar y Alfredo Barca Árbitros: * Cristian Alfaro * Alejandro Trias * David Schkair |  |  |
| Serie: 0 - 2     |                                                                      |                      |                                                                   | |  |  |
|                  |                                                                      |                      |                                                                   | |  |  |

| 8 de mayo, 21:30 | Atenas (CdP)                                                       | 72–83                | Racing (Chivilcoy)                                                  | Carmen de Patagones                                                                                        |  |  |
|                  | Parciales: 18-21, 19-19, 21-26, 14-17                              |                      |                                                                     | |  |  |
|                  | Estadísticas Lotanna Nwogbo 21 Lotanna Nwogbo 12 Joaquín Laterza 3 | Reporte Pts Reb Asts | Estadísticas 18 Tyrone O'Garro Jr. 7 Joshua Morris 6 Alejo Barrales | Pabellón: Estadio Carmelo Trípodi Calá Árbitros: * José Luis Lugli * Maximiliano Moral * Nicolás Larrasolo |  |  |
| Serie: 2 - 1     |                                                                    |                      |                                                                     | |  |  |
|                  |                                                                    |                      |                                                                     | |  |  |

| 10 de mayo, 21:30 | Atenas (CdP)                                                | 84–65                | Racing (Chivilcoy)                                            | Carmen de Patagones                                                                                    |  |  |
|                   | Parciales: 15-12, 17-13, 25-20, 27-20                       |                      |                                                               | |  |  |
|                   | Estadísticas Martín Percaz 17 Lotanna Nwogbo 10 Ariel Pau 6 | Reporte Pts Reb Asts | Estadísticas 23 Joshua Morris 7 Joshua Morris 3 Joshua Morris | Pabellón: Estadio Carmelo Trípodi Calá Árbitros: * Alberto Ponzo * Rodrigo Reyes Borras * Raúl Sánchez |  |  |
| Serie: 1 - 3      |                                                             |                      |                                                               | |  |  |
|                   |                                                             |                      |                                                               | |  |  |

Deportivo Viedma - Centro Español (Plottier)
| 3 de mayo, 21:30 | Deportivo Viedma                                              | 89–81                | Centro Español (P)                                                     | Viedma |  |  |
|                  | Parciales: 26-18, 21-22, 21-24, 21-17                         |                      |                                                                        | |  |  |
|                  | Estadísticas Kenneth Jones 18 Kenneth Jones 8 Keyron Sheard 4 | Reporte Pts Reb Asts | Estadísticas 22 Howard Wilkerson III 7 Michael Henry 4 Valentín Vurgos | Pabellón: Polideportivo Ángel Cayetano Arias Árbitros: * Alejandro Ramallo * Maximiliano Moral * Mariano Slusar |  |  |
| Serie: 1 - 0     |                                                               |                      |                                                                        | |  |  |
|                  |                                                               |                      |                                                                        | |  |  |

| 5 de mayo, 21:30 | Deportivo Viedma                                             | 80–74                | Centro Español (P)                                                   | Viedma |  |  |
|                  | Parciales: 20-14, 24-24, 19-18, 17-18                        |                      |                                                                      | |  |  |
|                  | Estadísticas Kenneth Jones 18 Lucas González 8 Lucas Pérez 9 | Reporte Pts Reb Asts | Estadísticas 22 Michael Henry 10 Michael Henry 3 Agustín Pérez Tapia | Pabellón: Polideportivo Ángel Cayetano Arias Árbitros: * Javier Sánchez * José Luis Lugli * Nicolás Larrasolo |  |  |
| Serie: 2 - 0     |                                                              |                      |                                                                      | |  |  |
|                  |                                                              |                      |                                                                      | |  |  |

| 8 de mayo, 21:00 | Centro Español (P)                                                     | 102–88               | Deportivo Viedma                                                        | Plottier                                                                                      |  |  |
|                  | Parciales: 24-21, 19-20, 33-20, 26-27                                  |                      |                                                                         |                                                                                               |  |  |
|                  | Estadísticas Michael Henry 27 Howard Wilkerson III 9 Emiliano Llanan 4 | Reporte Pts Reb Asts | Estadísticas 21 Ayan Núñez Carvalho 8 Ayan Núñez Carvalho 6 Lucas Pérez | Pabellón: Estadio El Templo Árbitros: * Daniel Rodrigo * Emanuel Sánchez * Matías Dell'Aquila |  |  |
| Serie: 1 - 2     |                                                                        |                      |                                                                         |                                                                                               |  |  |
|                  |                                                                        |                      |                                                                         |                                                                                               |  |  |

| 10 de mayo, 21:00 | Centro Español (P)                                                                 | 75–73                | Deportivo Viedma                                                  | Plottier                                                                                    |  |  |
|                   | Parciales: 16-27, 18-15, 16-15, 25-16                                              |                      |                                                                   |                                                                                             |  |  |
|                   | Estadísticas Howard Wilkerson III 22 Howard Wilkerson III 10 Agustín Pérez Tapia 4 | Reporte Pts Reb Asts | Estadísticas 20 Ayan Núñez Carvalho 6 Lucas Pérez 4 Keyron Sheard | Pabellón: Estadio El Templo Árbitros: * Diego Rougier * Enrique Cáceres * Cristian Salguero |  |  |
| Serie: 2 - 2      |                                                                                    |                      |                                                                   |                                                                                             |  |  |
|                   |                                                                                    |                      |                                                                   |                                                                                             |  |  |

| 12 de mayo, 21:30 | Deportivo Viedma                                               | 89–83                | Centro Español (P)                                                           | Viedma |  |  |
|                   | Parciales: 17-22, 26-18, 23-21, 23-22                          |                      |                                                                              | |  |  |
|                   | Estadísticas Kenneth Jones 21 Lucas González 8 Kenneth Jones 6 | Reporte Pts Reb Asts | Estadísticas 20 Howard Wilkerson III 5 Mario Sepúlveda 3 Agustín Pérez Tapia | Pabellón: Polideportivo Ángel Cayetano Arias Árbitros: * Cristian Alfaro * Fabio Alaniz * Alejandro Trias |  |  |
| Serie: 3 - 2      |                                                                |                      |                                                                              | |  |  |
|                   |                                                                |                      |                                                                              | |  |  |

### Semifinales de conferencia

#### Conferencia norte
San Isidro (San Francisco) - Hindú (Resistencia)
| 17 de mayo, 21:30 | San Isidro (SF)                                                            | 67–50                | Hindú (R)                                                                   | San Francisco                                                                           |  |  |
|                   | Parciales: 19-13, 12-7, 15-16, 21-14                                       |                      |                                                                             |                                                                                         |  |  |
|                   | Estadísticas Rodrigo Sánchez 16 Santiago González 8 Juan Rodríguez Suppi 4 | Reporte Pts Reb Asts | Estadísticas 14 George Valentine III 10 George Valentine III 3 José Montero | Pabellón: Estadio Severo Robledo Árbitros: * Silvio Guzmán * Ariel Rosas * Raúl Sánchez |  |  |
| Serie: 1 - 0      |                                                                            |                      |                                                                             |                                                                                         |  |  |
|                   |                                                                            |                      |                                                                             |                                                                                         |  |  |

| 19 de mayo, 20:30 | San Isidro (SF)                                                          | 77–88                | Hindú (R)                                                     | San Francisco                                                                                |  |  |
|                   | Parciales: 17-18, 17-29, 20-25, 23-16                                    |                      |                                                               |                                                                                              |  |  |
|                   | Estadísticas Rodrigo Sánchez 20 James Cambronne 9 Juan Rodríguez Suppi 4 | Reporte Pts Reb Asts | Estadísticas 21 José Montero 6 Pablo Fernández 9 José Montero | Pabellón: Estadio Severo Robledo Árbitros: * Pedro Hoyo * Gustavo D'Anna * Cristian Salguero |  |  |
| Serie: 1 - 1      |                                                                          |                      |                                                               |                                                                                              |  |  |
|                   |                                                                          |                      |                                                               |                                                                                              |  |  |

| 22 de mayo, 22:00 | Hindú (R)                                                              | 73–63                | San Francisco (SF)                                                        | Resistencia                                                                                      |  |  |
|                   | Parciales: 21-17, 16-13, 15-13, 21-20                                  |                      |                                                                           |                                                                                                  |  |  |
|                   | Estadísticas Diego Guaita 14 George Valentine III 11 Martín Cequeira 7 | Reporte Pts Reb Asts | Estadísticas 12 Germán Sciutto 7 Santiago González 4 Juan Rodríguez Suppi | Pabellón: Estadio Ricardo Moro Árbitros: * Fabio Alaniz * Maximiliano Piedrabuena * Raúl Sánchez |  |  |
| Serie: 2 - 1      |                                                                        |                      |                                                                           |                                                                                                  |  |  |
|                   |                                                                        |                      |                                                                           |                                                                                                  |  |  |

| 24 de mayo, 22:00 | Hindú (R)                                                           | 70–76                | San Francisco (SF)                                                    | Resistencia                                                                                |  |  |
|                   | Parciales: 20-18, 15-14, 20-16, 7-14 (T.E.: 8-14)                   |                      |                                                                       |                                                                                            |  |  |
|                   | Estadísticas Pablo Fernández 23 Pablo Fernández 9 Pablo Fernández 3 | Reporte Pts Reb Asts | Estadísticas 22 James Cambrone 15 Rodrigo Sánchez 3 Sebastián Ludueña | Pabellón: Estadio Ricardo Moro Árbitros: * Roberto Smith * Cristian Alfaro * Alberto Ponzo |  |  |
| Serie: 2 - 2      |                                                                     |                      |                                                                       |                                                                                            |  |  |
|                   |                                                                     |                      |                                                                       |                                                                                            |  |  |

| 27 de mayo, 21:30 | San Isidro (SF)                                                            | 61–57                | Hindú (R)                                                                | San Francisco                                                                                 |  |  |
|                   | Parciales: 18-12, 20-13, 12-19, 11-13                                      |                      |                                                                          |                                                                                               |  |  |
|                   | Estadísticas James Cambrone 21 Santiago González 11 Juan Rodríguez Suppi 4 | Reporte Pts Reb Asts | Estadísticas 19 Pablo Fernández 9 George Valentine III 4 Pablo Fernández | Pabellón: Estadio Severo Robledo Árbitros: * Alejandro Chiti * Raúl Lorenzo * Gonzalo Delsart |  |  |
| Serie: 3 - 2      |                                                                            |                      |                                                                          |                                                                                               |  |  |
|                   |                                                                            |                      |                                                                          |                                                                                               |  |  |

Barrio Parque - Central Argentino Olímpico
| 17 de mayo, 21:00 | Barrio Parque                                                | 99–79                | Central Argentino Olímpico                                               | Córdoba                                                                                    |  |  |
|                   | Parciales: 25-13, 23-20, 19-27, 32-19                        |                      |                                                                          |                                                                                            |  |  |
|                   | Estadísticas Luciano Guerra 32 Luciano Guerra 6 Juan Kelly 7 | Reporte Pts Reb Asts | Estadísticas 24 Luciano Lizzarraga 9 Pablo Martínez 5 Luciano Lizzarraga | Pabellón: Teatro del Parque Árbitros: * Fabio Alaníz * Cristian Salguero * Gonzalo Delsart |  |  |
| Serie: 1 - 0      |                                                              |                      |                                                                          |                                                                                            |  |  |
|                   |                                                              |                      |                                                                          |                                                                                            |  |  |

| 19 de mayo, 21:00 | Barrio Parque                                                | 87–84                | Central Argentino Olímpico                                       | Córdoba                                                                             |  |  |
|                   | Parciales: 28-19, 19-23, 20-24, 20-18                        |                      |                                                                  |                                                                                     |  |  |
|                   | Estadísticas Andrés Landoni 21 Lautaro Rivata 8 Juan Kelly 9 | Reporte Pts Reb Asts | Estadísticas 18 Matías Martínez 7 Pablo Martínez 8 Milton Vittar | Pabellón: Teatro del Parque Árbitros: * Mario Aluz * Ariel Rosas * Leonardo Barotto |  |  |
| Serie: 2 - 0      |                                                              |                      |                                                                  |                                                                                     |  |  |
|                   |                                                              |                      |                                                                  |                                                                                     |  |  |

| 22 de mayo, 21:30 | Central Argentino Olímpico                                       | 69–60                | Barrio Parque                                                | Ceres                                                                                       |  |  |
|                   | Parciales: 15-10, 14-13, 20-24, 20-13                            |                      |                                                              |                                                                                             |  |  |
|                   | Estadísticas Pablo Martínez 16 Pablo Martínez 11 Milton Vittar 7 | Reporte Pts Reb Asts | Estadísticas 14 Luciano Guerra 7 Lautaro Rivata 5 Juan Kelly | Pabellón: Estadio Raúl Braica Árbitros: * Jorge Chávez * Sebastián Vasallo * Gustavo D'Anna |  |  |
| Serie: 1 - 2      |                                                                  |                      |                                                              |                                                                                             |  |  |
|                   |                                                                  |                      |                                                              |                                                                                             |  |  |

| 24 de mayo, 21:30 | Central Argentino Olímpico                                      | 64–73                | Barrio Parque                                                | Ceres                                                                                              |  |  |
|                   | Parciales: 12-19, 21-15, 18-15, 13-24                           |                      |                                                              | |  |  |
|                   | Estadísticas Milton Vittar 13 Pablo Martínez 10 Milton Vittar 6 | Reporte Pts Reb Asts | Estadísticas 23 Luciano Guerra 9 Lautaro Rivata 6 Juan Kelly | Pabellón: Estadio Raúl Braica Árbitros: * Juan Fernández * Silvio Guzmán * Maximiliano Piedrabuena |  |  |
| Serie: 1 - 3      |                                                                 |                      |                                                              | |  |  |
|                   |                                                                 |                      |                                                              | |  |  |

#### Conferencia sur
Platense - Deportivo Viedma
| 17 de mayo, 21:00 | Platense                                                         | 75–73                | Deportivo Viedma                                               | Florida |  |  |
|                   | Parciales: 11-10, 16-19, 20-16, 15-17 (T.E.: 13-11)              |                      |                                                                | |  |  |
|                   | Estadísticas Gastón Essengue 25 Gastón Essengue 8 Pablo Bruna 12 | Reporte Pts Reb Asts | Estadísticas 19 Kenneth Jones 12 Lucas González 6 Pedro Franco | Pabellón: Microestadio Ciudad de Vicente López Árbitros: * Mario Aluz * Leonardo Barotto * Cristian Alfaro |  |  |
| Serie: 1 - 0      |                                                                  |                      |                                                                | |  |  |
|                   |                                                                  |                      |                                                                | |  |  |

| 19 de mayo, 21:00 | Platense                                                        | 65–61                | Deportivo Viedma                                            | Florida |  |  |
|                   | Parciales: 14-12, 15-19, 18-16, 18-14                           |                      |                                                             | |  |  |
|                   | Estadísticas Gastón Essengue 20 Cedric Blossom 10 Pablo Bruna 6 | Reporte Pts Reb Asts | Estadísticas 21 Keyron Sheard 7 Kenneth Jones 7 Lucas Pérez | Pabellón: Microestadio Ciudad de Vicente López Árbitros: * Silvio Guzmán * Oscar Martinetto * Maximiliano Piedrabuena Televisión: DeporTV |  |  |
| Serie: 2 - 0      |                                                                 |                      |                                                             | |  |  |
|                   |                                                                 |                      |                                                             | |  |  |

| 22 de mayo, 21:30 | Deportivo Viedma                                          | 73–70                | Platense                                                    | Viedma |  |  |
|                   | Parciales: 10-14, 23-19, 24-23, 16-14                     |                      |                                                             | |  |  |
|                   | Estadísticas Lucas Pérez 18 Kenneth Jones 8 Lucas Pérez 3 | Reporte Pts Reb Asts | Estadísticas 24 Felipe Pais 8 Gastón Essengue 7 Pablo Bruna | Pabellón: Polideportivo Ángel Cayetano Arias Árbitros: * Alejando Ramallo * Alejandro Trias * José Luis Lugli |  |  |
| Serie: 1 - 2      |                                                           |                      |                                                             | |  |  |
|                   |                                                           |                      |                                                             | |  |  |

| 24 de mayo, 21:30 | Deportivo Viedma                                        | 85–90                | Platense                                                              | Viedma |  |  |
|                   | Parciales: 20-20, 20-21, 18-17, 27-32                   |                      |                                                                       | |  |  |
|                   | Estadísticas Lucas Pérez 24 Lucas Pérez 6 Lucas Pérez 5 | Reporte Pts Reb Asts | Estadísticas 20 Lucas Goldenberg 7 Alejandro Pappalardi 4 Pablo Bruna | Pabellón: Polideportivo Ángel Cayetano Arias Árbitros: * Rodrigo Castillo * Maximiliano Moral * Cristian Salguero |  |  |
| Serie: 1 - 3      |                                                         |                      |                                                                       | |  |  |
|                   |                                                         |                      |                                                                       | |  |  |

Estudiantes (Olavarría) - Atenas (Carmen de Patagones)
| 17 de mayo, 21:30 | Estudiantes (O)                                                      | 69–77                | Atenas (CdP)                                                 | Olavarría                                                                                            |  |  |
|                   | Parciales: 17-19, 19-18, 9-16, 24-24                                 |                      |                                                              | |  |  |
|                   | Estadísticas Santiago Arese 19 Santiago Arese 10 Jeremías Sandrini 5 | Reporte Pts Reb Asts | Estadísticas 21 Joaquín Gamazo 13 Joaquín Gamazo 5 Ariel Pau | Pabellón: Parque Carlos Guerrero Árbitros: * Pedro Hoyo * Oscar Martinetto * Maximiliano Piedrabuena |  |  |
| Serie: 0 - 1      |                                                                      |                      |                                                              | |  |  |
|                   |                                                                      |                      |                                                              | |  |  |

| 19 de mayo, 20:30 | Estudiantes (O)                                                   | 85–71                | Atenas (CdP)                                                | Olavarría                                                                                     |  |  |
|                   | Parciales: 18-20, 25-11, 21-12, 21-28                             |                      |                                                             |                                                                                               |  |  |
|                   | Estadísticas Santiago Arese 18 Andrés Lugli 8 Jeremías Sandrini 7 | Reporte Pts Reb Asts | Estadísticas 11 Ariel Pau 7 Joaquín Gamazo 5 Joaquín Gamazo | Pabellón: Parque Carlos Guerrero Árbitros: * Cristian Alfaro * Raúl Lorenzo * Gonzalo Delsart |  |  |
| Serie: 1 - 1      |                                                                   |                      |                                                             |                                                                                               |  |  |
|                   |                                                                   |                      |                                                             |                                                                                               |  |  |

| 23 de mayo, 21:30 | Atenas (CdP)                                                           | 94–93                | Estudiantes (O)                                                  | Carmen de Patagones                                                                                      |  |  |
|                   | Parciales: 25-17, 20-22, 29-20, 20-34                                  |                      |                                                                  | |  |  |
|                   | Estadísticas Lotanna Nwogbo 22 Joaquín Gamazo 9 Juan Ignacio Laterza 5 | Reporte Pts Reb Asts | Estadísticas 21 Jefrey Merchant 6 Pablo Moya 5 Jeremías Sandrini | Pabellón: Estadio Carmelo Trípodi Calá Árbitros: * Alejandro Ramallo * Alejandro Trias * José Luis Lugli |  |  |
| Serie: 2 - 1      |                                                                        |                      |                                                                  | |  |  |
|                   |                                                                        |                      |                                                                  | |  |  |

| 25 de mayo, 21:30 | Atenas (CdP)                                                | 87–78                | Estudiantes (O)                             | Carmen de Patagones |  |  |
|                   | Parciales: 15-22, 19-14, 24-20, 29-22                       |                      |                                             | |  |  |
|                   | Estadísticas Martín Percaz 19 Lotanna Nwogbo 12 Ariel Pau 5 | Reporte Pts Reb Asts | Estadísticas 22 Andrés Lugli 7 Andrés Lugli | Pabellón: Estadio Carmelo Trípodi Calá Árbitros: * Rodrigo Castillo * Maximiliano Moral * Cristian Salguero Televisión: DeporTV |  |  |
| Serie: 3 - 1      |                                                             |                      |                                             | |  |  |
|                   |                                                             |                      |                                             | |  |  |

### Finales de conferencia

#### Conferencia norte
San Isidro (San Francisco) - Barrio Parque
| 31 de mayo, 21:30 | San Isidro (SF)                                                     | 82–75                | Barrio Parque                                    | San Francisco                                                                                  |  |  |
|                   | Parciales: 20-19, 22-13, 17-23, 23-20                               |                      |                                                  |                                                                                                |  |  |
|                   | Estadísticas Mauricio Corzo 21 Rodrigo Sánchez 10 James Cambronne 4 | Reporte Pts Reb Asts | Estadísticas 20 Gabriel Mikulas 7 Luciano Guerra | Pabellón: Estadio Severo Robledo Árbitros: * Roberto Smith * Gonzalo Delsart * Alejandro Trias |  |  |
| Serie: 1 - 0      |                                                                     |                      |                                                  |                                                                                                |  |  |
|                   |                                                                     |                      |                                                  |                                                                                                |  |  |

| 2 de junio, 21:00 | San Isidro (SF)                                                      | 89–56                | Barrio Parque                                                     | San Francisco                                                                                    |  |  |
|                   | Parciales: 14-8, 19-15, 23-12, 33-21                                 |                      |                                                                   |                                                                                                  |  |  |
|                   | Estadísticas Hans Feder Ponce 18 James Cambrone 9 Santiago Ludueña 5 | Reporte Pts Reb Asts | Estadísticas 12 Gabriel Mikulas 7 Emiliano Rossi 8 Luciano Guerra | Pabellón: Estadio Severo Robledo Árbitros: * Cristian Salguero * Rodrigo Castillo * Raúl Sánchez |  |  |
| Serie: 2 - 0      |                                                                      |                      |                                                                   |                                                                                                  |  |  |
|                   |                                                                      |                      |                                                                   |                                                                                                  |  |  |

| 5 de junio, 21:00 | Barrio Parque                                                   | 70–63                | San Isidro (SF)                                                        | Córdoba |  |  |
|                   | Parciales: 24-7, 12-14, 15-21, 19-21                            |                      |                                                                        | |  |  |
|                   | Estadísticas Gabriel Mikulas 24 Gabriel Mikulas 10 Juan Kelly 3 | Reporte Pts Reb Asts | Estadísticas 18 James Cambrone 10 Santiago González 3 Santiago Ludueña | Pabellón: Teatro del Parque Árbitros: * Silvio Guzmán * Raúl Lorenzo * Sebastián Moncloba Televisión: DeporTV |  |  |
| Serie: 1 - 2      |                                                                 |                      |                                                                        | |  |  |
|                   |                                                                 |                      |                                                                        | |  |  |

| 7 de junio, 21:00 | Barrio Parque                                             | 82–79                | San Isidro (SF)                                                       | Córdoba                                                                                |  |  |
|                   | Parciales: 22-16, 16-19, 22-22, 22-22                     |                      |                                                                       |                                                                                        |  |  |
|                   | Estadísticas Juan Kelly 19 Lautaro Rivata 10 Juan Kelly 4 | Reporte Pts Reb Asts | Estadísticas 15 James Cambrone 8 Santiago González 4 Santiago Ludueña | Pabellón: Teatro del Parque Árbitros: * Fabio Alaniz * Cristian Alfaro * Alberto Ponzo |  |  |
| Serie: 2 - 2      |                                                           |                      |                                                                       |                                                                                        |  |  |
|                   |                                                           |                      |                                                                       |                                                                                        |  |  |

| 9 de junio, 21:30 | San Isidro (SF)                                                         | 77–74                | Barrio Parque                                             | San Francisco                                                                                 |  |  |
|                   | Parciales: 18-23, 21-16, 21-22, 17-13                                   |                      |                                                           |                                                                                               |  |  |
|                   | Estadísticas Juan Rodríguez Suppi 26 Rodrigo Sánchez 9 Mauricio Corzo 4 | Reporte Pts Reb Asts | Estadísticas 26 Juan Kelly 5 Gabriel Mikulas 5 Juan Kelly | Pabellón: Estadio Severo Robledo Árbitros: * Fabricio Vito * Diego Rougier * Leonardo Barotto |  |  |
| Serie: 3 - 2      |                                                                         |                      |                                                           |                                                                                               |  |  |
|                   |                                                                         |                      |                                                           |                                                                                               |  |  |

#### Conferencia sur
Platense - Atenas (Carmen de Patagones)
| 31 de mayo, 21:00 | Platense                                                        | 81–62                | Atenas (CdP)                                                   | Florida |  |  |
|                   | Parciales: 18-13, 22-7, 21-22, 20-20                            |                      |                                                                | |  |  |
|                   | Estadísticas Gastón Essengue 20 Cedric Blossom 10 Pablo Bruna 5 | Reporte Pts Reb Asts | Estadísticas 13 Martín Percaz 7 Lotanna Nwogbo 5 Martín Percaz | Pabellón: Microestadio Ciudad de Vicente López Árbitros: * Oscar Martinetto * Cristian Salguero * Sebastián Moncloba |  |  |
| Serie: 1 - 0      |                                                                 |                      |                                                                | |  |  |
|                   |                                                                 |                      |                                                                | |  |  |

| 2 de junio, 21:00 | Platense                                                           | 84–70                | Atenas (CdP)                                                     | Florida |  |  |
|                   | Parciales: 16-16, 29-10, 26-17, 13-27                              |                      |                                                                  | |  |  |
|                   | Estadísticas Lucas Goldenberg 15 Lucas Goldenberg 10 Pablo Bruna 5 | Reporte Pts Reb Asts | Estadísticas 13 Lotanna Nwogbo 7 Joaquín Gamazo 2 Lotanna Nwogbo | Pabellón: Microestadio Ciudad de Vicente López Árbitros: * Roberto Smith * Sergio Tarifeño * Gonzalo Delsart |  |  |
| Serie: 2 - 0      |                                                                    |                      |                                                                  | |  |  |
|                   |                                                                    |                      |                                                                  | |  |  |

| 5 de junio, 21:30 | Atenas (CdP)                                                         | 69–64                | Platense                                                         | Carmen de Patagones                                                                                   |  |  |
|                   | Parciales: 27-13, 10-17, 10-14, 22-20                                |                      |                                                                  | |  |  |
|                   | Estadísticas Martín Percaz 17 César Lavoratornuovo 6 Martín Percaz 4 | Reporte Pts Reb Asts | Estadísticas 22 Cedric Blossom 10 Lucas Goldenberg 6 Pablo Bruna | Pabellón: Estadio Carmelo Trípodi Calá Árbitros: * Julio Dinamarca * José Luis Lugli * Javier Sánchez |  |  |
| Serie: 1 - 2      |                                                                      |                      |                                                                  | |  |  |
|                   |                                                                      |                      |                                                                  | |  |  |

| 7 de junio, 21:30 | Atenas (CdP)                                                     | 82–86                | Platense                                      | Carmen de Patagones                                                                                         |  |  |
|                   | Parciales: 19-20, 20-13, 18-21, 17-20 (T.E.: 8-12)               |                      |                                               | |  |  |
|                   | Estadísticas Lotanna Nwogbo 18 Lotanna Nwogbo 13 Martín Percaz 4 | Reporte Pts Reb Asts | Estadísticas 32 Gastón Essengue 5 Pablo Bruna | Pabellón: Estadio Carmelo Trípodi Calá Árbitros: * Alejandro Trias * Sebastián Moncloba * Alejandro Ramallo |  |  |
| Serie: 1 - 3      |                                                                  |                      |                                               | |  |  |
|                   |                                                                  |                      |                                               | |  |  |

### Final nacional
Platense - San Isidro (San Francisco)
| 14 de junio, 21:00 | Platense                                     | 60–81                | San Isidro (SF)                                                     | Florida |  |  |
|                    | Parciales: 24-15, 15-18, 11-18, 10-30        |                      |                                                                     | |  |  |
|                    | Estadísticas Cedric Blossom 17 Pablo Bruna 7 | Reporte Pts Reb Asts | Estadísticas 26 Mauricio Corzo 12 Mauricio Corzo 5 Santiago Ludueña | Pabellón: Microestadio Ciudad de Vicente López Árbitros: * Oscar Brítez * Silvio Guzmán * Alberto Ponzo Televisión: DeporTV |  |  |
| Serie: 0 - 1       |                                              |                      |                                                                     | |  |  |
|                    |                                              |                      |                                                                     | |  |  |

| 16 de junio, 21:00 | Platense                                                       | 76–58                | San Isidro (SF)                                                           | Florida |  |  |
|                    | Parciales: 21-15, 21-17, 15-20, 19-6                           |                      |                                                                           | |  |  |
|                    | Estadísticas Cedric Blossom 19 Gastón Essengue 8 Pablo Bruna 8 | Reporte Pts Reb Asts | Estadísticas 15 James Cambrone 7 Santiago González 5 Juan Rodríguez Suppi | Pabellón: Microestadio Ciudad de Vicente López Árbitros: * Juan Fernández * Julio Dinamarca * Raúl Sánchez Televisión: DeporTV |  |  |
| Serie: 1 - 1       |                                                                |                      |                                                                           | |  |  |
|                    |                                                                |                      |                                                                           | |  |  |

| 21 de junio, 21:00 | San Isidro (SF)                                                                 | 79–66                | Platense                                                   | San Francisco                                                                                                |  |  |
|                    | Parciales: 31-21, 7-15, 22-9, 19-21                                             |                      |                                                            | |  |  |
|                    | Estadísticas Juan Rodríguez Suppi 17 Rodrigo Sánchez 11 Juan Rodríguez Suppi 10 | Reporte Pts Reb Asts | Estadísticas 18 Cedric Blossom 4 Felipe Pais 6 Pablo Bruna | Pabellón: Estadio Severo Robledo Árbitros: * Pablo Estévez * Daniel Rodrigo * Mario Aluz Televisión: DeporTV |  |  |
| Serie: 2 - 1       |                                                                                 |                      |                                                            | |  |  |
|                    |                                                                                 |                      |                                                            | |  |  |

| 23 de junio, 22:00 | San Isidro (SF)                                                     | 55–64                | Platense                                                       | San Francisco |  |  |
|                    | Parciales: 13-17, 8-13, 21-14, 13-20                                |                      |                                                                | |  |  |
|                    | Estadísticas Rodrigo Sánchez 17 Mauricio Corzo 7 Santiago Ludueña 6 | Reporte Pts Reb Asts | Estadísticas 18 Gastón Essengue 8 Cedric Blossom 7 Pablo Bruna | Pabellón: Estadio Severo Robledo Árbitros: * Diego Rougier * Fabricio Vito * Gonzalo Delsart Televisión: DeporTV |  |  |
| Serie: 2 - 2       |                                                                     |                      |                                                                | |  |  |
|                    |                                                                     |                      |                                                                | |  |  |

| 26 de junio, 21:00 | Platense                                                    | 81–60                | San Isidro (SF)                                                          | Florida |  |  |
|                    | Parciales: 16-10, 21-9, 23-19, 21-22                        |                      |                                                                          | |  |  |
|                    | Estadísticas Felipe Pais 18 Gastón Essengue 9 Pablo Bruna 8 | Reporte Pts Reb Asts | Estadísticas 12 Sebastián González 11 Jeremías Diotto 4 Hans Feder Ponce | Pabellón: Microestadio Ciudad de Vicente López Árbitros: * Alejandro Chiti * Leandro Lezcano * Sebastián Moncloba Televisión: DeporTV |  |  |
| Serie: 3 - 2       |                                                             |                      |                                                                          | |  |  |
|                    |                                                             |                      |                                                                          | |  |  |

## Superfinal de La Liga Argentina
La Superfinal, o Super Copa de la Liga Argentina se disputa el 20 de septiembre de 2019, fecha correspondiente a la temporada 2019-2020, en el Estadio Ángel Sandrín del club Instituto de Córdoba. El ganador del partido participa en la Liga Sudamericana de Básquetbol del 22 al 24 de octubre de 2019.
Platense - Salta Basket
| 20 de septiembre de 2019 | Platense                                                        | 77–83                | Salta Basket                                                        | Córdoba                                                                                        |  |
|                          | Parciales: 25-26, 23-22, 12-22, 17-13                           |                      |                                                                     |                                                                                                |  |
|                          | Estadísticas Alejandro Diez 18 Pablo Bruna 8 Marcos Saglietti 4 | Reporte Pts Reb Asts | Estadísticas 15 Mateo Bolívar 10 Tyrone O'garro Jr. 4 Mateo Bolívar | Pabellón: Estadio Ángel Sandrín Árbitros: * Pablo Estévez * Sebastián Moncloba * Alberto Ponzo |  |

## Premios individuales
Este año se creó la Asociación de Prensa de Básquetbol de Argentina y por ello, la organización de la Liga Nacional invitó a votar a los socios de APREBA a elegir a los mejores de la temporada. Del mismo participaron 67 periodistas.
- MVP de la temporada

 Lisandro Rasio (Salta Basket)
- Mejor entrenador

 Enrique Lancellotti (Central Argentino Olímpico)
- Quinteto ideal
  - B  Rodrigo Gallegos (Deportivo Norte (A))
  - E  Erbel De Pietro (Racing (Chivilcoy))
  - A  Rodrigo Sánchez (San Isidro (SF))
  - AP  Lisandro Rasio (Salta Basket)
  - P  Corbin Jackson (Ciclista Juninense)
- MVP de la final[3]

 Pablo Bruna (Platense)